# Sighișoara
Sighișoara (în dialectul săsesc Schäsbrich, Šesburχ sau Scheeßprich, în germană Schäßburg sau Schässburg, în trecut Schaäsburg sau Schespurg de asemenea, în maghiară Segesvár, în latină Saxoburgum / Castrum Sex) este un municipiu în județul Mureș, Transilvania, România, format din localitățile componente Angofa, Aurel Vlaicu, Rora, Sighișoara (reședința), Șoromiclea, Venchi și Viilor, și din satul Hetiur. Municipiul are o populație de 28.102 locuitori (2011). Centrul istoric a fost inclus pe Lista monumentelor istorice din județul Mureș, având codul de clasificare MS-II-s-A-15806.  De asemenea, centrul istoric este inclus în patrimoniul mondial UNESCO. Totodată, în interiorul cetății Sighișoara se organizează un festival tematic medieval intitulat „Sighișoara Medievală”.

## Istoric

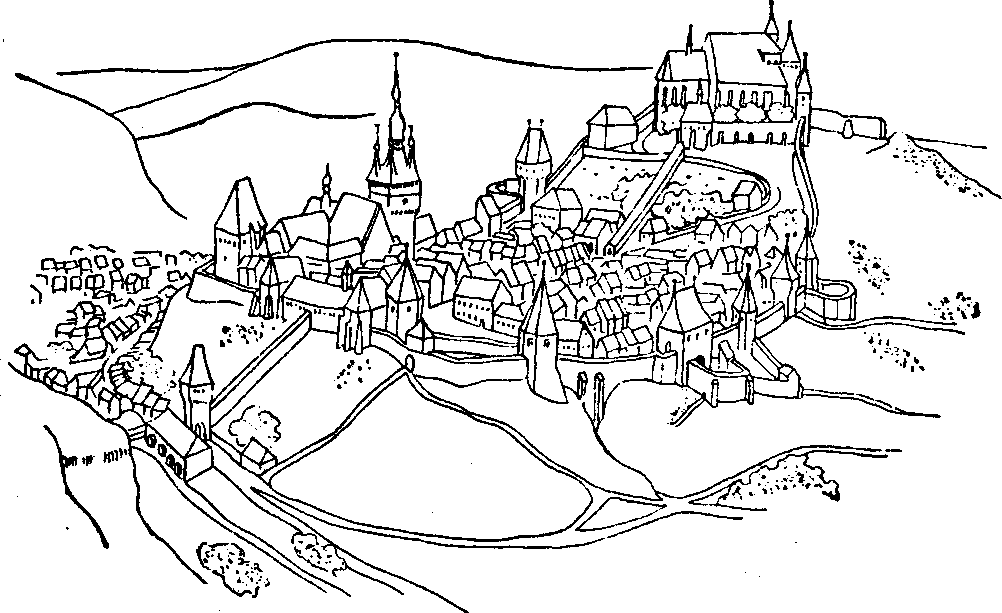
Reconstituire a localității din anul 1740

Undeva lângă Sighișoara se găsea postul de pază militară romană Sandava. Localitatea a fost întemeiată de coloniștii germani (de fapt, franconi din regiunea Rinului de nord), care fuseseră invitați să se așeze în Transilvania de către regele Ungariei Géza al II-lea pentru a apăra granițele de est, pentru minerit și pentru dezvoltarea economiei regionale. În această perioadă istorică oamenii de etnie germană au fost denumiți saxoni, dar coloniștii germani adevărați, cunoscuți ca „sașii din Transilvania”, nu au o legătură directă cu saxonii din nord-vestul, centrul-estul sau nord-estul Germaniei de astăzi (i.e. din landurile Saxonia Inferioară, Saxonia-Anhalt precum și Saxonia în această ordine geografică). Acești coloniști primesc în folosință „pământul crăiesc” (i.e. pământul regal; latină Fundus regius, germană Königsboden) și se bucură de drepturi și privilegii deosebite, consființite prin Diploma andreană (latină Diploma Andreanum, germană Der Goldener Freibrief der Siebenbürger Sachsen sau Das Andreanum) de Andrei al II-lea al Ungariei în secolul al XIII-lea și ulterior confirmate sub egida autonomiei „Universității Săsești” garantată de monarhul maghiar Matei Corvin la sfârșitul secolului al XV-lea.
Cronicarul sighișorean Georg Kraus (sau Georgius Krauss, sau Georg Krauss) (1607-1679) menționează că în anul 1191 locul unde acum se află Sighișoara era locuit, dar prima atestare documentară a așezării este din anul 1280 sub numele de Castrum Sex. În anul 1298 este menționată denumirea germană Schespurch (mai târziu „Schäßburg”). Localitatea este menționată în anul 1367 ca „civitas” (oraș). Numele românesc al orașului este atestat în scris din anul 1435. Forma „Sighișoara” a pătruns în română pe filieră maghiară, fiind o adaptare a numelui „Segesvár”.
În decursul anilor, cetatea Sighișoara nu a fost scutită de vicisitudini, prima fiind marea năvălire tătară din 1241, pe când cetatea încă nu era fortificată. Construcția zidului cetății, care are o lungime de 950 m, a început în 1350. Înălțimea inițială a fost de 4 m, dar în secolul al XV-lea a fost înălțat cu încă 3–4 m. A avut 14 turnuri (care aparțineau fiecare câte unei bresle) și 4 bastioane. În prezent mai există 9 turnuri și trei bastioane, dintre care cel mai reprezentativ este Turnul cu Ceas (Turnul Orelor).
Între anii 1431 și 1435, Vlad Dracul a stat la Sighișoara, așteptând momentul prielnic de a urca pe tronul Țării Românești. Totodată stăpânea aceste regiuni în numele lui Sigismund de Luxemburg, regele Ungariei. Se pare că în această perioadă (în 1431) s-a născut la Sighișoara Vlad Țepeș.
În anul 1514, când războiul țărănesc al lui Gheorghe Doja se răspândește în aproape întreaga Transilvanie, țăranii din jurul Sighișoarei se strâng în jurul unui anumit Ioan Secuiul (nume românizat).
În anul 1600 cetatea este atacată de trupele conduse de Mihai Viteazul și mai târziu este atacată și prădată de trupele conduse de generalul Basta, dar oamenii scapă cu viață din cauza plății unei răscumpărări de 50.000 de florini, „bani împrumutați”, cum menționează cronicarul Krauss. Mai târziu, în anul 1603 cetatea este atacată de Moise Székely cu trupele turcești, în anul 1605 este atacată de trupele condusă de Ștefan Bocskai și în anul 1662 este atacată de trupele conduse de Ioan Kemény. În Sighișoara este ales principe al Transilvaniei Gheorghe Rákóczi I în anul 1630 (1 decembrie), Francisc Rhédei în anul 1657 (2 noiembrie) și Acațiu Barcsay în anul 1658 (7 octombrie).
În anul 1646, 2.000 de locuitori mor din cauza ciumei, iar în 1709 numărul victimelor este de 4.000.. În anul 1676 orașul este aproape distrus de un puternic incendiu (624 de case, 7 turnuri de apărare, Biserica Mânăstirii,). În anul 1788 este din nou conflagrație.
Între 1703-1711, are loc mișcarea anti-habsburgică din Ungaria și Transilvania. Curuții (anti-habsburgicii) - conduși în regiunea Târnavelor de Vasile Neagu și Bucur Câmpeanu - au atacat cetatea Sighișoara care era văzută ca fiind de partea lobonților (apărătorii imperiului habsburgic). După lupte grele, curuții își dau seama că nu pot ocupa cetatea, și se retrag.
În anul 1849 orașul este ocupat de trupele conduse de Generarul Forró și mai târziu din nou este ocupat de trupele conduse de Józef Bem.
Prin bătălia între trupele țariste intervenționiste și armata revoluționară ungară de pe câmpia dintre Sighișoara și Albești din 31 iulie 1849, Sighișoara a intrat în istoria luptelor revoluționare din secolul al XIX-lea. În această bătălie a murit, printre alții, poetul maghiar Sándor Petőfi.
În perioada interbelică, Sighișoara a fost reședința județului Târnava Mare.

## Bresle
Breslele meșteșugarilor din Sighișoara, 19 la număr, și-au primit primele statute în 1376, statute care aveau la bază legi și obiceiuri mai vechi. Se iau măsuri pentru interzicerea măririi numărului angajaților, se planifică procurarea materiei prime etc. Concurența între bresle era acută, iar cea dintre breslele din diferite orașe era de-a dreptul crâncenă. De exemplu, dacă lăcătușii din Brașov aduceau la târgul din Sighișoara „lacăte și broaște proaste”, lăcătușii sighișoreni aveau dreptul să le confiște.
Meșteșugarii devin tot mai înstăriți și ajung să aibă reprezentanți în sfatul cetății, lucru care până atunci era rezervat patricienilor feudali. Primul meșteșugar care a ajuns să intre în sfatul cetății, cu funcție de jurat, a fost un reprezentant al breslei aurarilor, Nikolaus, în 1393.
Breslele au fost desființate în 1884 deoarece își pierduseră semnificația.

## Cultură
Școala din deal este menționată pentru prima dată în 1522 și este una din cele mai vechi școli din Transilvania.
Așa-numitele Richttage ale vecinătăților sunt pentru prima dată atestate documentar în anul 1526.
Primul ziar sighișorean, Sächsisches Volksblatt, apare în 1869, între 1872-1900 apare Schäßburger Anzeiger, din 1901 publicat sub numele Schäßburger Zeitung, iar din 1879 până în 1944 apare Großkokler Bote. Toate acestea erau în limba germană.
Sighișoara a avut până la cel de-al doilea război mondial o orchestră simfonică. Între oaspeții acesteia s-a numărat compozitorul Johannes Brahms, care a vizitat Sighișoara cu ocazia unui turneu concertant.
Unul din cele mai vechi monumente din oraș este Biserica Mănăstirii Dominicane, construită în a doua jumătate a secolului al XIII-lea în stilul gotic transilvănean.

## Demografie
Componența etnică a municipiului Sighișoara
     Români (65,69%)
     Maghiari (12,57%)
     Romi (2,93%)
     Alte etnii (1,17%)
     Necunoscută (17,64%)
Componența confesională a municipiului Sighișoara
     Ortodocși (62,67%)
     Reformați (6,26%)
     Romano-catolici (4,09%)
     Unitarieni (2,51%)
     Alte religii (5,76%)
     Necunoscută (18,72%)
Conform recensământului efectuat în 2021, populația municipiului Sighișoara se ridică la 23.927 de locuitori, în scădere față de recensământul anterior din 2011, când fuseseră înregistrați 28.102 locuitori. Majoritatea locuitorilor sunt români (65,69%), cu minorități de maghiari (12,57%) și romi (2,93%), iar pentru 17,64% nu se cunoaște apartenența etnică. Din punct de vedere confesional, majoritatea locuitorilor sunt ortodocși (62,67%), cu minorități de reformați (6,26%), romano-catolici (4,09%) și unitarieni (2,51%), iar pentru 18,72% nu se cunoaște apartenența confesională.

### Demografie
În 1910, din totalul populației de 11.587 de locuitori, 5.486 erau germani, 3.031 români, 2.687 maghiari și 383 erau de alte naționalități.
În anul 1930 număra 13.033 locuitori, dintre care 5.236 germani, 4.366 români, 2.896 maghiari, 356 țigani, 146 evrei ș.a. Sub aspect confesional populația era alcătuită din 5.034 luterani, 4.425 ortodocși, 1.195 reformați, 1.320 romano-catolici, 581 unitarieni, 257 greco-catolici, 161 mozaici ș.a.
În 1948, din totalul populației de 15.992 de locuitori, 9.363 erau români, 6.320 germani, 2.136 maghiari, și 560 de alte naționalități.
În 1992, din totalul populației de 34.537 de locuitori, 25.387 erau români, 1.327 germani, 6.948 maghiari, și 853 de alte naționalități.
Sighișoara - evoluția demografică

010.00020.00030.00040.00019121948196619922011populațiePopulația istorică din Sighișoara
Date: Recensăminte sau birourile de statistică - grafică realizată de Wikipedia

## Politică și administrație

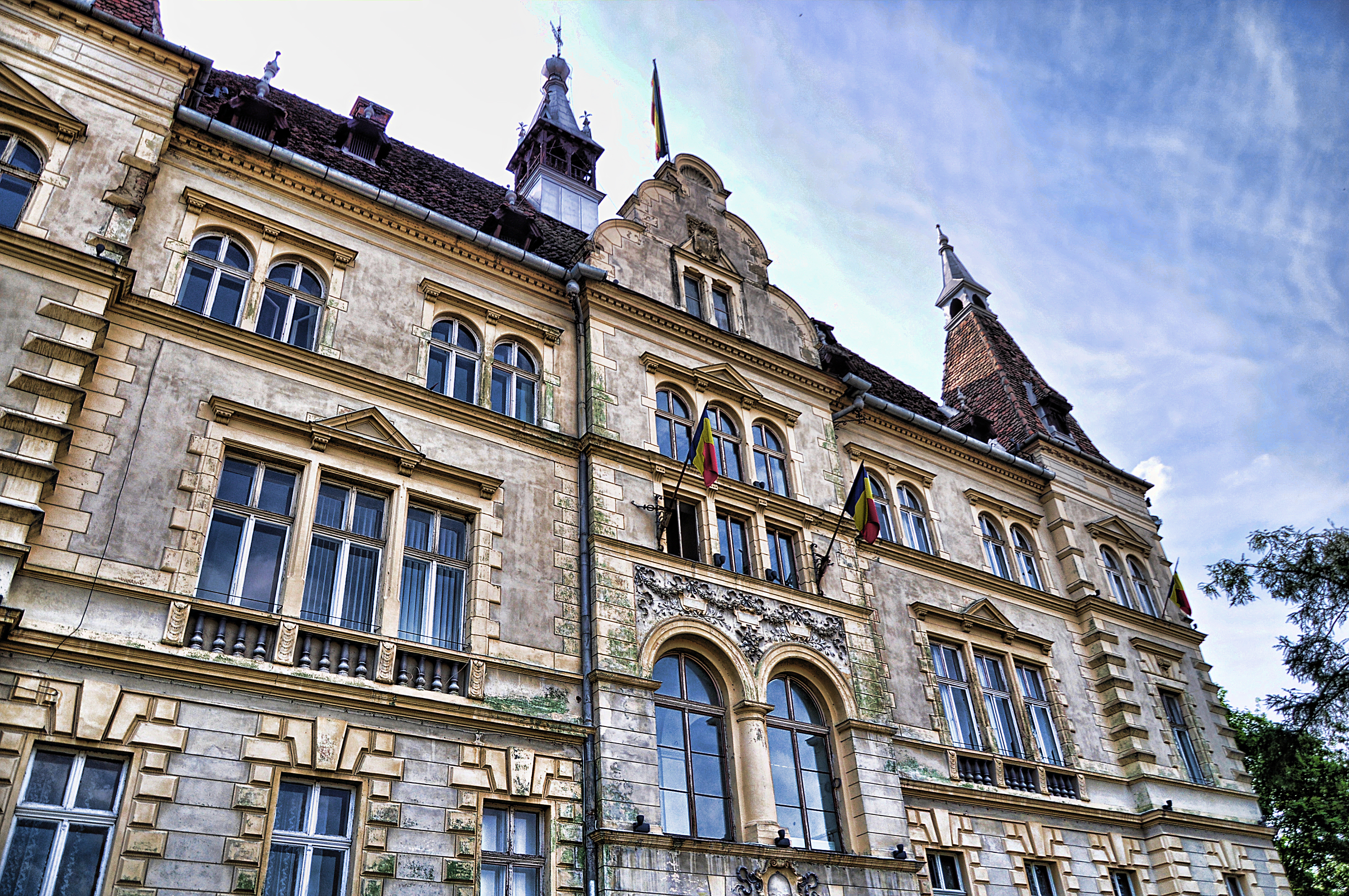
Primăria

Municipiul Sighișoara este administrat de un primar și un consiliu local compus din 19 consilieri. Primarul, Ioan-Iulian Sîrbu[*], de la Forța Dreptei, este în funcție din octombrie 2020. Începând cu alegerile locale din 2024, consiliul local are următoarea componență pe partide politice:
|  | Partid                                 | Consilieri | Componența Consiliului | Componența Consiliului | Componența Consiliului | Componența Consiliului | Componența Consiliului |
|  | -------------------------------------- | ---------- | ---------------------- | ---------------------- | ---------------------- | ---------------------- | ---------------------- |
|  | Partidul Social Democrat               | 5          |                        |                        |                        |                        |                        |
|  | Forța Dreptei                          | 4          |                        |                        |                        |                        |                        |
|  | Alianța Dreapta Unită                  | 3          |                        |                        |                        |                        |                        |
|  | Partidul Național Liberal              | 3          |                        |                        |                        |                        |                        |
|  | Uniunea Democrată Maghiară din România | 2          |                        |                        |                        |                        |                        |
|  | Alianța pentru Unirea Românilor        | 2          |                        |                        |                        |                        |                        |

### Primarii anteriori de după 1989
Dorin Dăneșan a fost ales primar al municipiului Sighișoara în anul 2000, din partea ApR, o formațiune desprinsă din PDSR. După alegerile parlamentare din 2000, câștigate de PSDR, s-a înscris în această formațiune. Dorin Dăneșan este fiul lui Ioan Dăneșan, primar al Sighișoarei în anii 1970, de numele căruia se leagă demolarea unor clădiri monument istoric din patrimoniul arhitectonic al orașului. Dorin Dăneșan a fost condamnat în anul 2011 la un an și jumătate de închisoare pentru abuz, fals și uz de fals. Pedeapsa a fost majorată de Curtea de Apel Târgu Mureș la doi ani de închisoare.
În urma alegerilor locale din 2012, din totalul de 19 de consilieri, 6 au fost aleși din partea PSD, 5 din partea PNL, 3 din partea Uniunea Independentă pentru Sighișoara (UIpS), 2 din partea UDMR/RMDSZ, unul din partea UNPR și unul este independent. Primarul Sighișoarei, reales în 2012 pentru a cincea oară, este Dorin Dăneșan. În data de 25 noiembrie 2014 Dorin Dăneșan a fost demis.
În ședința extraordinară din 26 mai 2015, consilierul PNL Ionel Gavrilă, a obținut cele 10 voturi din 19 de care avea nevoie, pentru a ajunge viceprimar. După vot, Ionel Gavrilă a devenit noul viceprimar al Sighișoarei, el preluând automat și interimatul funcției de primar.
La alegerile din 2016, primar al municipiului a fost ales Ovidiu Mălăncravean.
Primarul actual al Sighișoarei, Sîrbu Ioan-Iulian , a fost ales în data de 27 septembrie 2020.

## Personalități
- Johann Michael Ackner ( 25 ianuarie 1782-12 august 1862), arheolog și geolog sas; membru al Academiei Leopoldiene
- Michael Albert (1836-1893), scriitor;
- Vilmos Apor (1892-1945), episcop de Győr între 1941-1945, sfânt al Bisericii Catolice;
- Ursula Bedners (1920-2005), poetă;
- Dușleag Florea Cornelia (n.1920-2000) învățătoare;
- Baier Hermann Andrei (n.7 mai 1930 - d.         ) Profesor, Director al Liceului ”Joseph Haltrich” (1990-2004).[25]
- Mihăilescu M. Cezarina Maria-născută Florea (n.1944-d.         ) profesor la Grup Școlar de Industrie Ușoară, deținând funcții de Director al liceului (1982-2002). [26]
- Maxim Berghianu (1925 - 2005), demnitar comunist;
- Zaharia Boiu (1834 - 1903), poet, publicist, membru corespondent al Academiei Române;
- Gheorghe Cernea (1898-1965), etnofolclorist, muzeograf, publicist, învățător, rapsod popular și orator;
- István Csáky (1894-1941), politician maghiar;
- Karl Fabritius (1826-1881), istoric, membru al Academiei Imperiale de Științe de la Viena, om politic;
- Mădălina Florea (n. 1993), atletă;
- Franz Friedrich Fronius (1829-1886), profesor, biolog și etnolog;
- Ferenc Gegesy (n. 1950), matematician, economist și politician maghiar; între anii 1990 și 2010 a fost primar al Sectorului IX al Budapestei;
- Friedrich Grünanger (1859-1929), arhitect;
- Josef Gull (1820-1899), jurist și om politic, primar al Sighișoarei între 1866-1881 ;
- Josef Haltrich (1822-1886), filolog, folclorist, culegător de legende populare săsești;
- Georg Haner (1672- 1740), teolog și istoric al bisericii, sas;
- Eckhard Hügel (1908-1977), om de știință, poet;
- Márton Imecs (1909-1984), arhitect maghiar;
- Adrian Ivanițchi (n. 1947), cântăreț de muzică folk, cantautor;
- Hans Leicht (1886-1937), poet, jurist, traducător;
- Georg Kraus (1607-1679), cronicar sas;
- Johannes Kelpius (1673-1708), teolog, muzician sas;
- László Kiss (1919-1968), actor, poet și prozator, dramaturg maghiar;
- Johann Konnerth, trompetist sas;
- Géza Kozma (1902-1986), compozitor maghiar;
- Michael von Melas (1729-1806), general în armata austriacă, învingător al lui Napoleon la Marengo, Italia;
- Miron Mitrea (n. 1956), politician;
- Aurel Mosora (1894-1962), ofițer comandant al Gărzii Naționale Sighișoara în 1918, om de afaceri, om politic liberal, primul primar român al Sighișoarei (1934-1938);
- Jenő Nagy (1917-1981), compozitor, dirijor de cor și profesor de muzică;
- Hermann Oberth (1894-1989), inventator, unul dintre părinții fondatori ai rachetei și astronauticii;
- Anca Petrescu (1949-2013), arhitect;
- Nicolae Regman (1881 – 1951) - preot, pedagog, teolog și profesor universitar, scriitor și publicist, prefect de Oradea;
- Hans Otto Roth (1890-1953), jurist, om politic sas;
- Márton Schech (1724-1807), istoric;
- Carl Ludwig Sigmund (1810-1883), profesor de sifilologie la Universitatea din Viena;
- Emilian Stoica (1926-1955)  preot, protopop al Sighișoarei (1918-1947), ctitorul Catedralei ortodoxe cu hramul „Sfânta Treime”, ridicată între anii 1934-1937;
- Horea Teculescu (1897-1942), om de cultură, pedagog, scriitor;
- Andreas Teutsch (1669-1730), comite al sașilor, conte saxon, reformator, medic și psalmist;
- Georg Daniel Teutsch (1817-1893), episcop evanghelic sas;
- Vlad Țepeș (n. noiembrie/decembrie 1431 - d. decembrie 1476), domnitor al Țării Românești;
- Radu Voina (n. 1950), jucător și antrenor de handbal;
- Rudolf Weber (1890-1918), aviator de elită;
- Carl Wolff (1849-1929), economist, publicist și politician sas;
- Joseph Andreas Zimmermann (1810-1897), jurist și politician sas, deputat în Dieta de la Cluj (1846-1847) și în Parlamentul Ungariei (1848);
- Hans Zultner (n. 1930), antrenor de handbal;
- Richard Winter (1934 - 1994), demnitar comunist;
- Dieter Schlesak (n. 1934), scriitor, poet;
- Mercurie Petcu - n. 1933 în Basarabia-m.14 septembrie 1998 la Sighișoara.A fost  Profesor de Istorie la Liceul ”M. Eliade”- Sighișoara, Publică: Astra sighișoreană 1861-1950 și Horia Teculescu 1897-1942 împreună cu prof. Gheorghe Gavrilă, 1999 Sighișoara.[27]
- Mihăilescu Cezarina Maria (n.16 iunie 1944 - d.2009).- Profesoară de matematică, Director al Liceului Tehnologic - Grup Școlar Industrie Ușoară Sighișoara între anii 1982-2002.
- Radu Popa-(n.1933-d.1993) - Istoric și arheolog.[28]
- Martin Bielz (1936 - 2023), canotor;
- Marioara Tănase (1940-1970), interpretă de muzică populară și romanțe;
- Eugenia Vodă (n. 1959), critic de film;
- Gabriel Mureșan (n. 1982), fotbalist;
- Ciprian Șandru (n. 1991), handbalist;
- Laszlo Veress - Farmacist s-a născut în 1943 la Sântana Nirajului, Județul Mureș. Obține diploma de farmacist la Institutul de Medicină și Farmacie Târgu -Mureș 1966. Din 1979 își desfășoară activitatea de farmacist în orașul Sighișoara. În anul 1991 deschide prima farmacie privată. Cărți publicate: Materia Medica ( în limba română și maghiară)- Sighișoara, 2020, La granița medicinei populare și medicinei oficiale - Târgu Mureș, 2021( limba maghiară).[29]

## Cetățeni de onoare
Lista cetățenilor de onoare:
- Baier Hermann Andrei, profesor, director al Liceului ”Joseph Haltrich,  în anul 1997 - i se acordă  titlul de Cetățean de onoare al Municipiului Sighișoara.[31]
- Kurt Bruckner, membru al Asociației „Regiunea Thun ajută România”
- Aurel Bulgariu, handbalist (postmortem)
- Josef Bürge
- Traian Comșa
- Adrian Dobre, preot
- Alexandru Gavrilovici, inițiator al Festivalului de Muzică Academică
- Mircea Grabovschi, handbalist
- Thomas Harald
- Heidi Indermühle, inițiatoare a Festivalului de Muzică Academică
- Kurt Leonhardt, arhitect
- Irene și Ulrich Liggenstorfer, membri ai Asociației „Regiunea Thun ajută România”
- Walter Ligner, inginer
- Otto Lurtz, salvatorul multor oameni cu ocazia inundațiilor din 1970
- Christoph Machat, istoric de artă
- Farkas Miklós, profesor, director Fundația Cultural-Științifică Gaudeamus
- Aurel Mosora, primul primar de naționalitate română (postmortem)
- Roger Noel
- Herman Oberth (postmortem)
- Bob Park, președintele Fundației AID
- Manuela Piggagnelli, membră a Asociației „Regiunea Thun ajută România”
- Radu Popa (postmortem)
- Antje Rothwell
- Dorothy Tarrant Joy, fondatoarea Fundației Veritas
- Horea Teculescu (postmortem)
- Radu Voina, handbalist
- Ana- Rodica Proteasa, profesor, dirijor al Corului Vox-Animi al Catedralei din Sighișoara
- Laszlo Veress - Farmacist- i se acordă Titlul de Cetățean de onoare - luna februarie 2023.

## Informații turistice
- Centrul orașului medieval Sighișoara este listat din anul 1999 în patrimoniul cultural mondial UNESCO, fiind protejat ca atare;
- În ultimul sfârșit de săptămână al lunii iulie are loc festivalul medieval;
- În luna februarie are loc un festival de muzică blues;[32]
- În luna iunie are loc un festival de film;[33]
- În luna iulie are loc Festivalul Sighișoara Medievală;
- În luna august are loc Festivalul Academia Sighișoara;
- În luna august are loc Festivalul ProEtnica;
- La sfârșitul lunii august are loc un festival de muzică electronică in incinta fostei fabrici de sticlărie. Dava festival;
- În luna septembrie are loc un festival de fanfară;[34]
- În luna decembrie are loc Târgul de Crăciun;
- Printre monumentele istorice se pot enumera: Cetatea Sighișoara, Turnul cu Ceas, clădirea Primăriei Municipiului, Hotel Central Park, Casa cu cerb, Casa Vlad Dracul, Casa Nikos Beloianis, fostul sanatoriu, fostul „Magyar Casino”.

## Presa
În orașul Sighișoara postul Radio GaGa are un studio care emite în împrejurime pe frecvența 104.3 FM. Postul de radio comercial emite 12-12 ore în limbile română și maghiară. Lansat în 1999 în municipiul Târgu Mureș, conducerea a avut ca scop îmbunătățirea relațiilor dintre cele două etnii afectate de întâmplările conflictului interetnic de la Târgu Mureș din 1990. Studioul local a fost lansat în 2009.

## În cultura populară
Centrul istoric al Sighișoarei a fost filmat și încadrat parțial (împreună cu Biserica evanghelică luterană fortificată medievală săsească din Biertan și Castelul Corvinilor) în videoclipul muzical pentru piesa „Zmeie” de formația rock românească Celelalte Cuvinte, piesă de pe albumul „Stem” lansat în anul 2008.

## Imagini

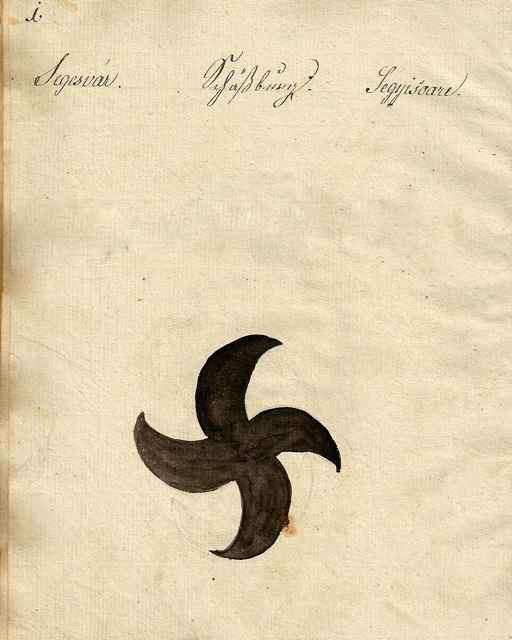
1826 - Danga pentru vitele din Sighișoara
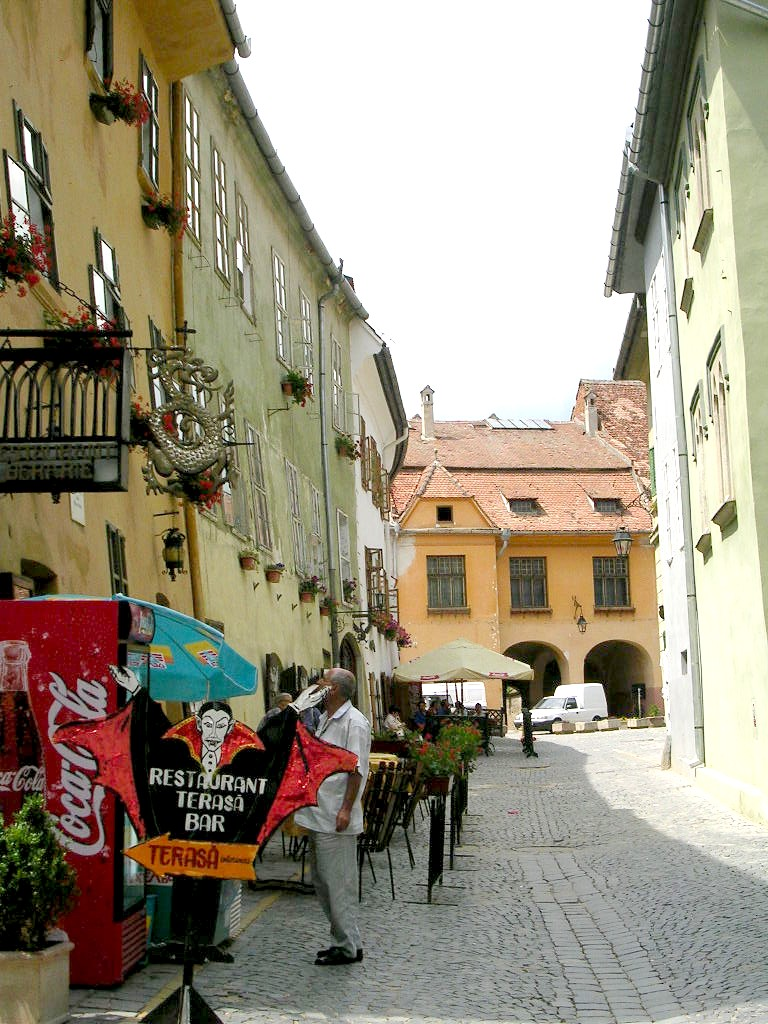
Stradă în cetatea din Sighișoara
Sighișoara
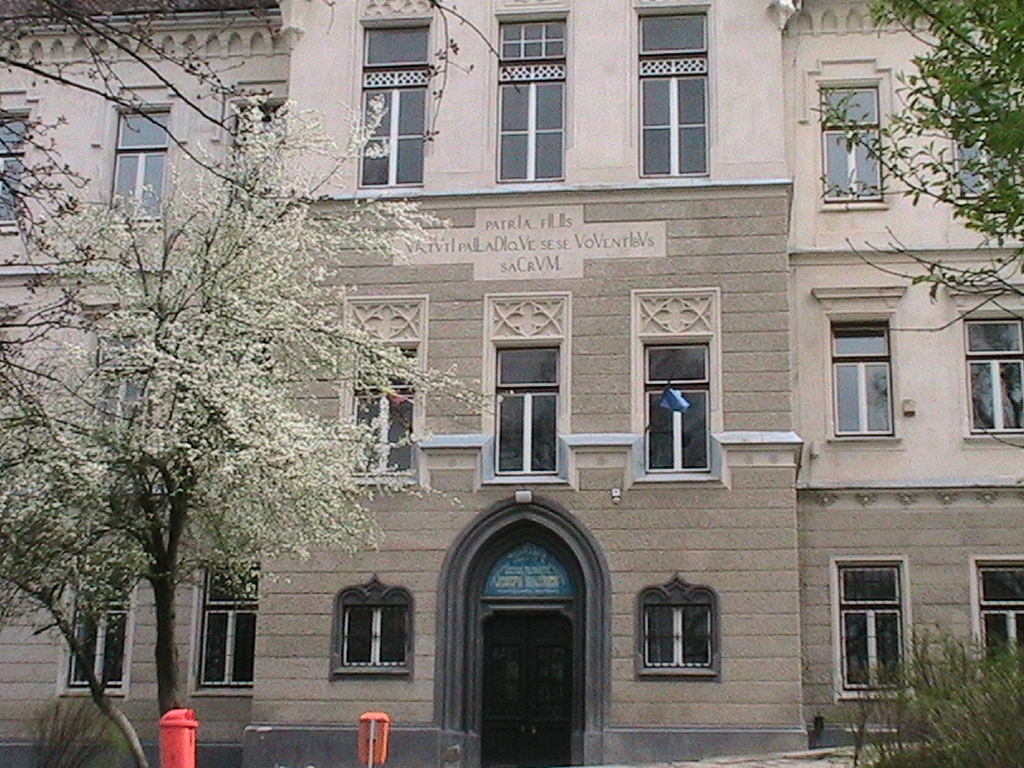
Liceul teoretic "Joseph Haltrich", Sighișoara
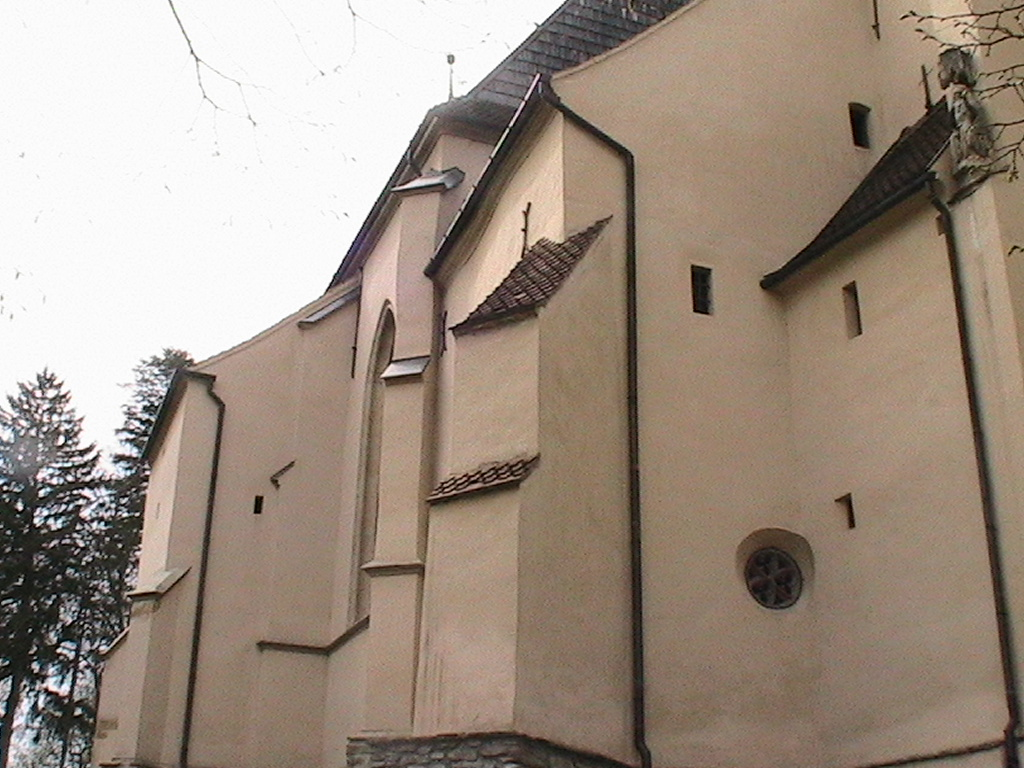
Biserica din deal, Sighișoara
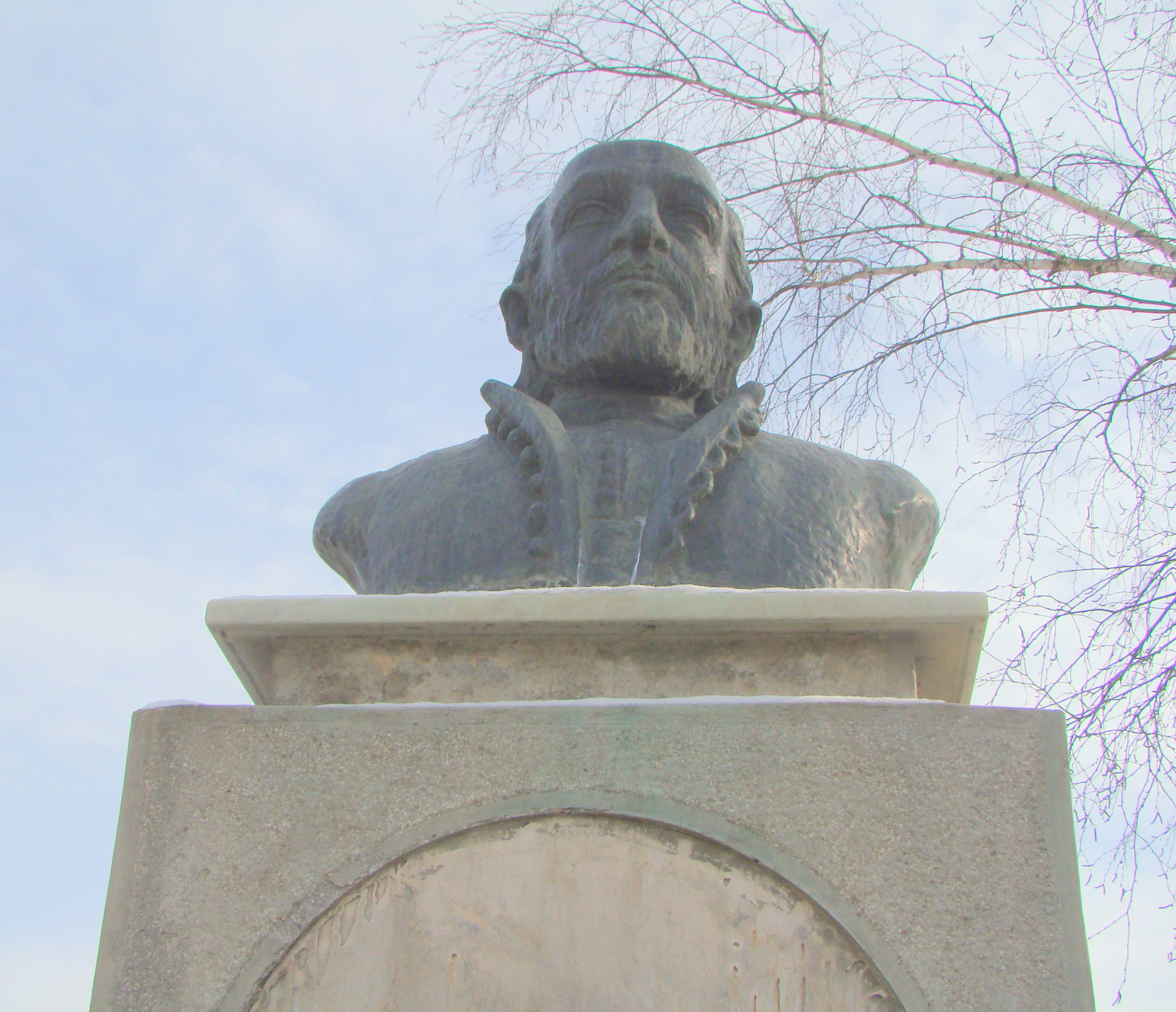
Bustul lui Zaharia Boiu (monument istoric)
Turnul cu ceas vara
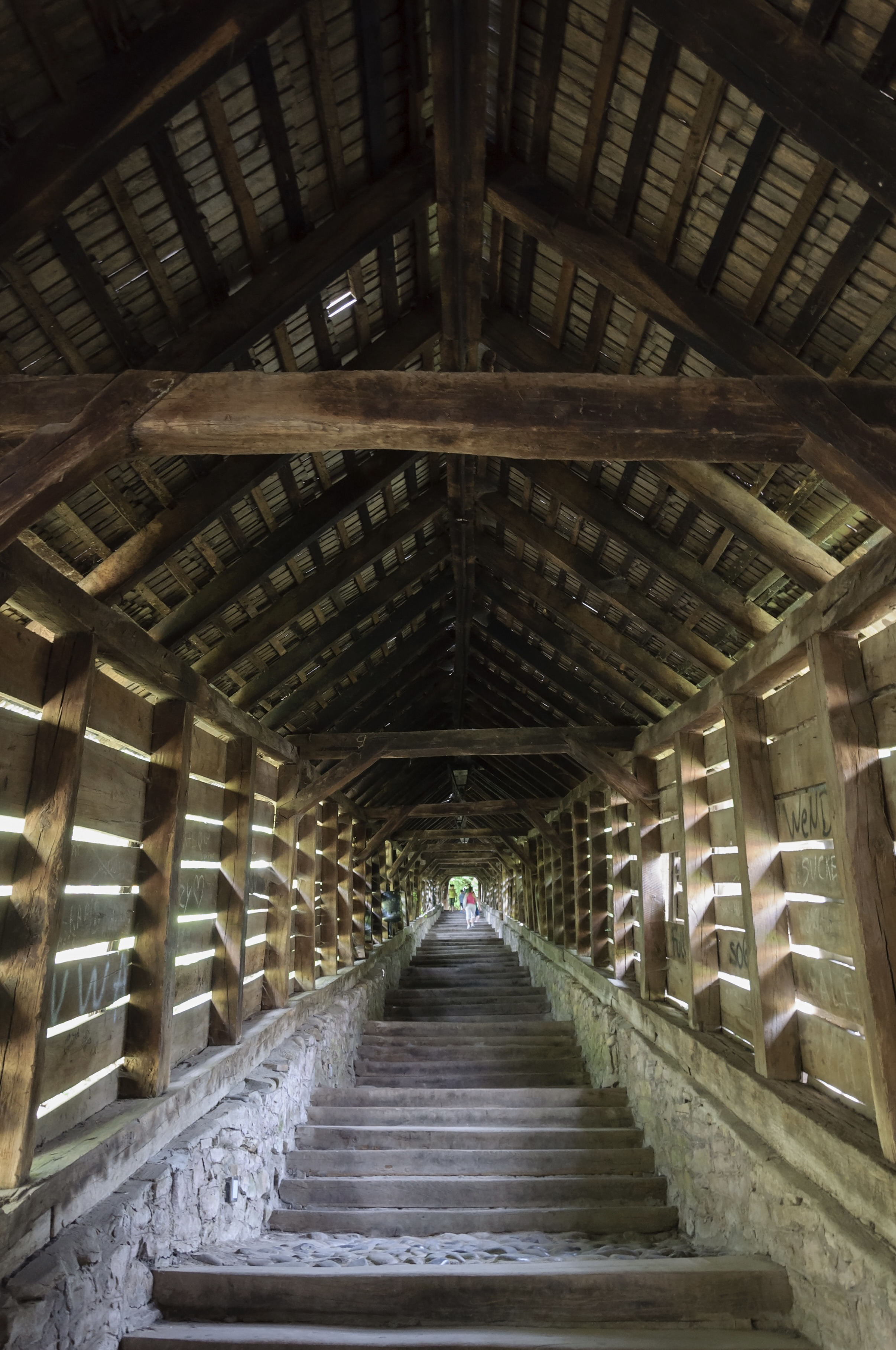
Scările acoperite
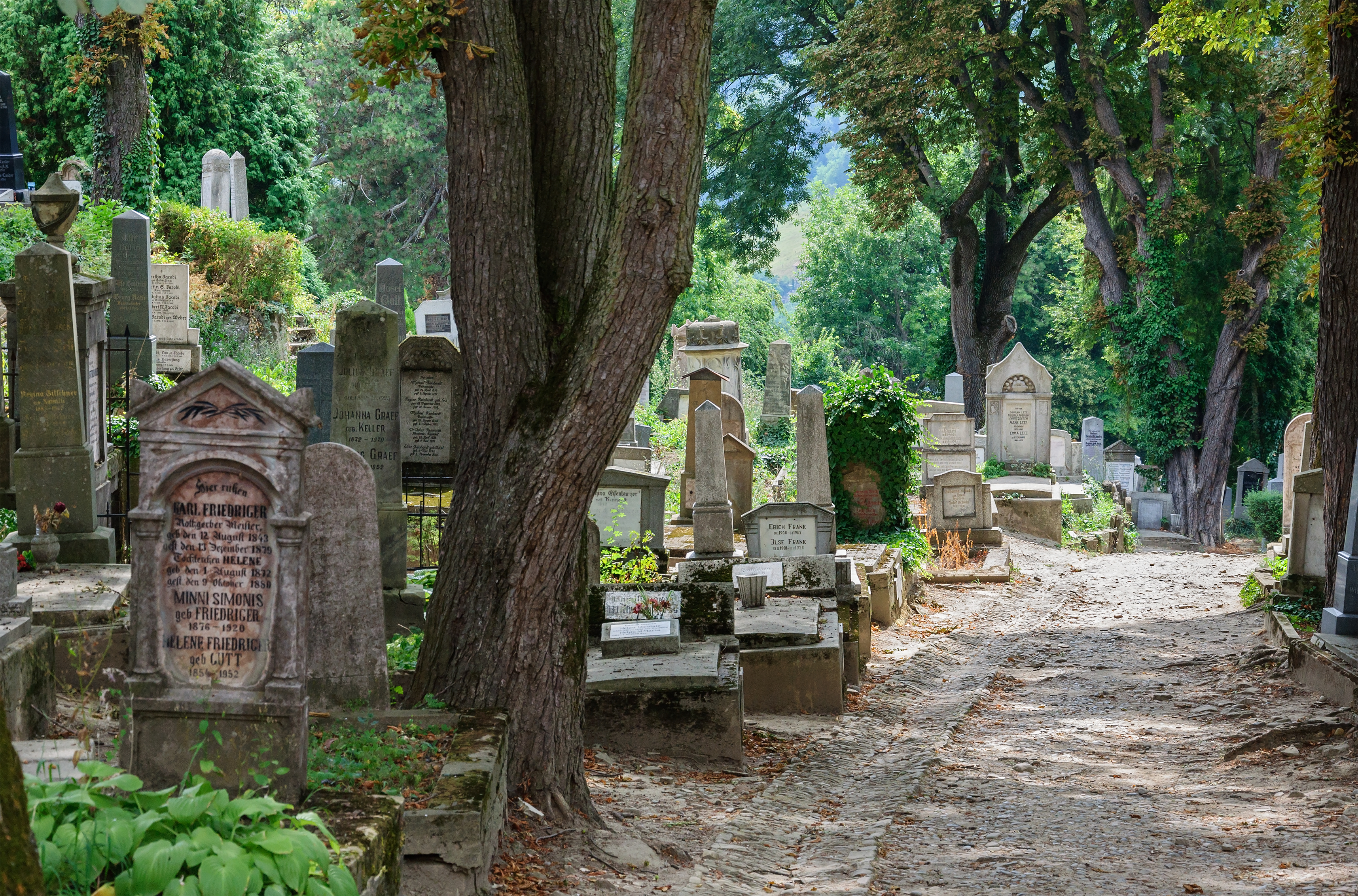
Vechi cimitir evanghelic
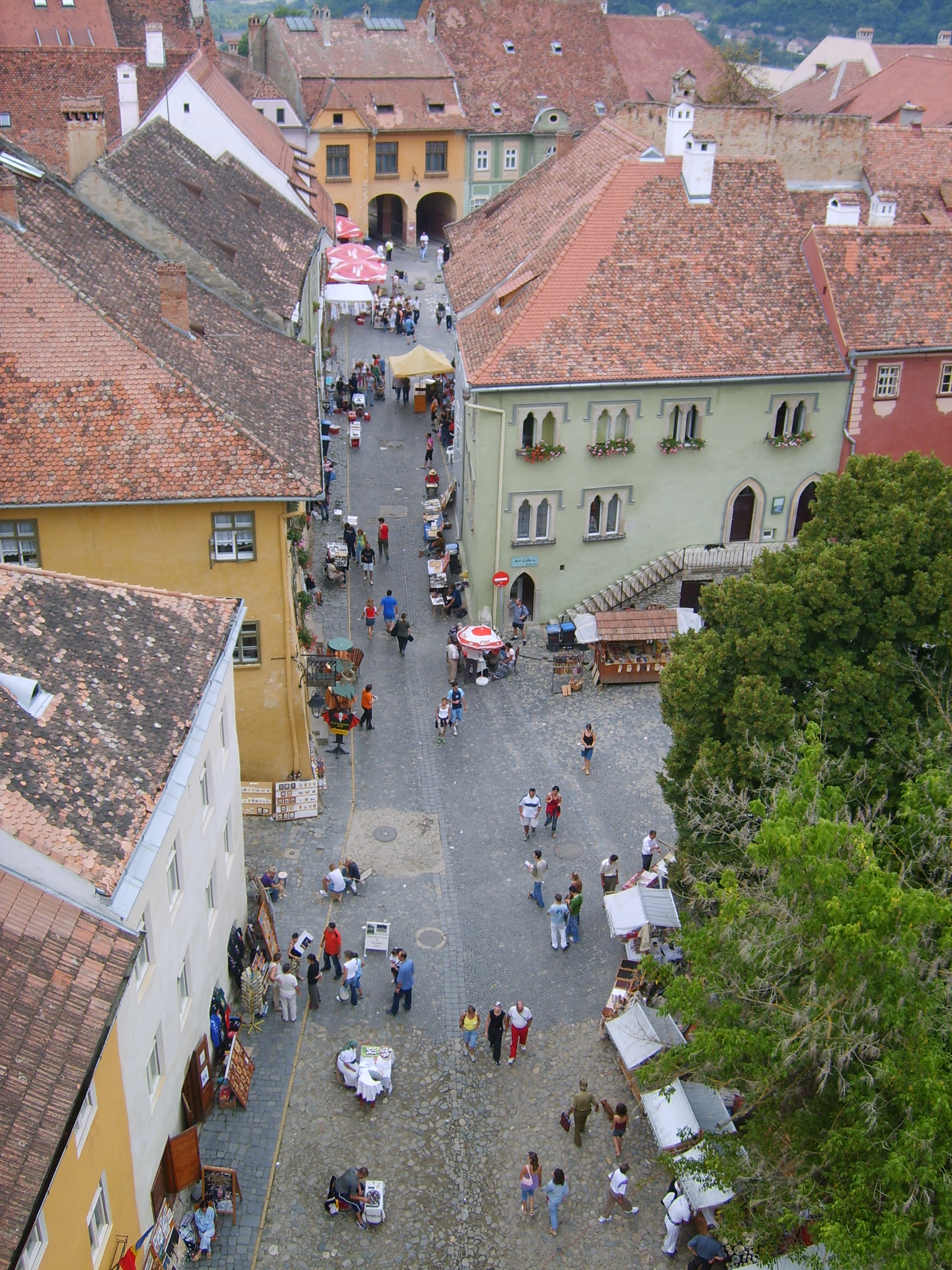
Vedere din turnul cu ceas
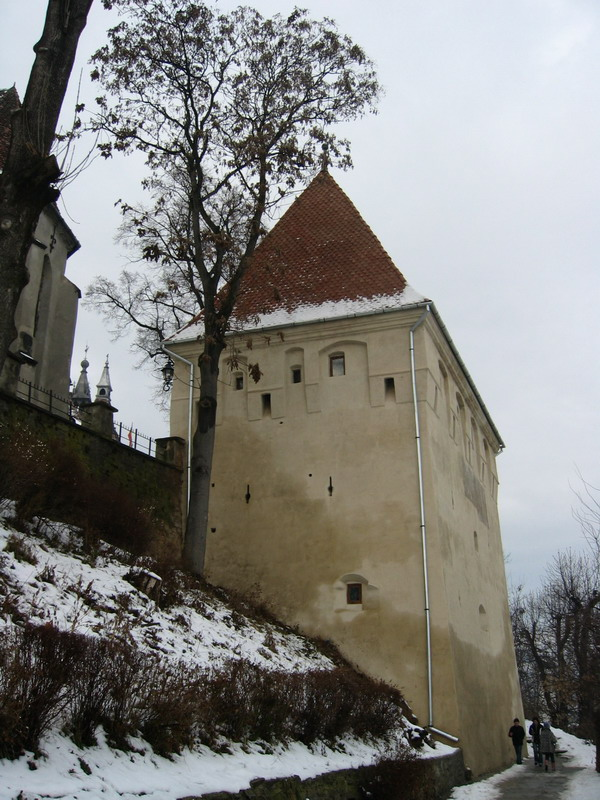
Turnul Fierarilor
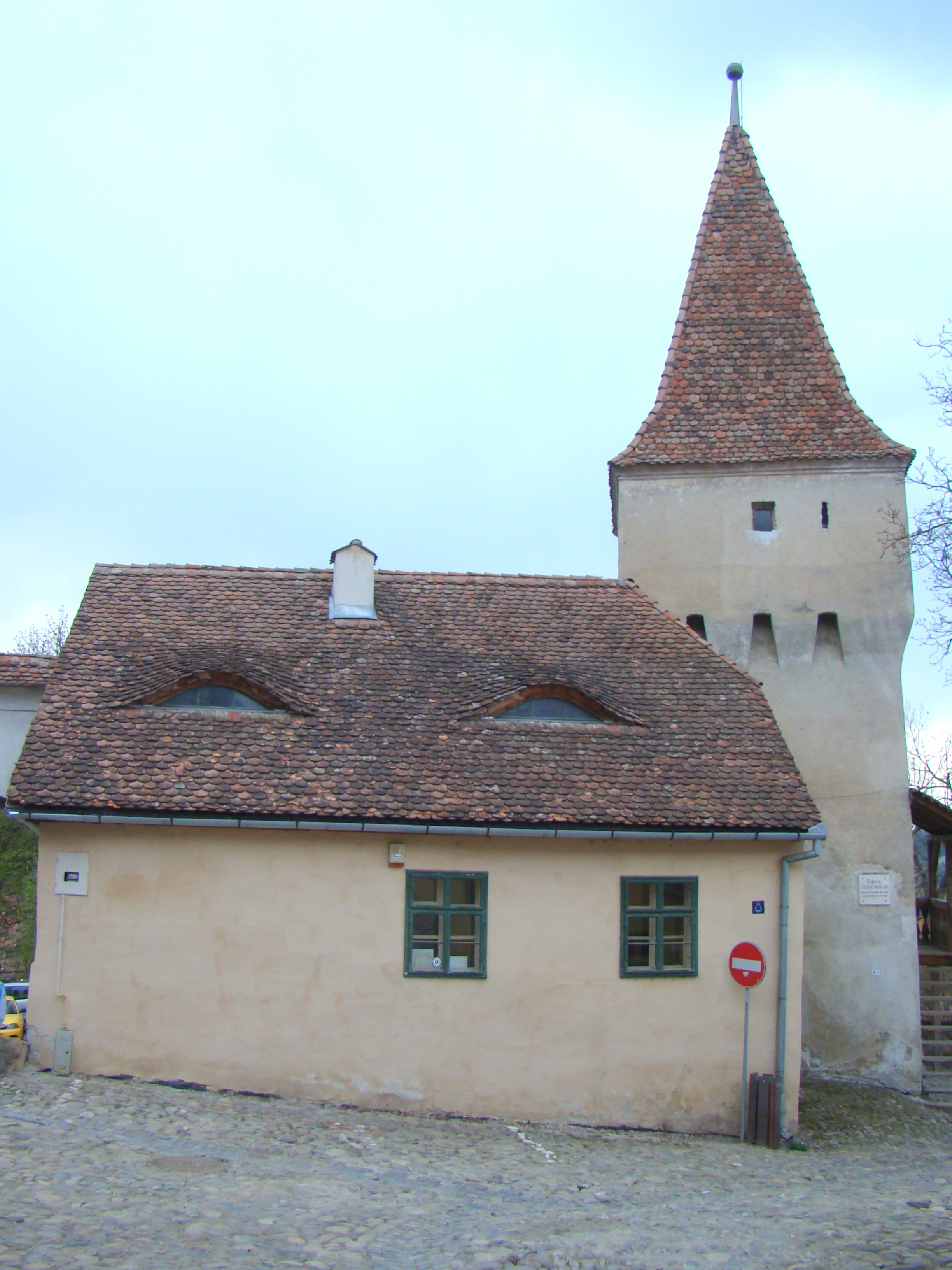
Turnul Cojocarilor
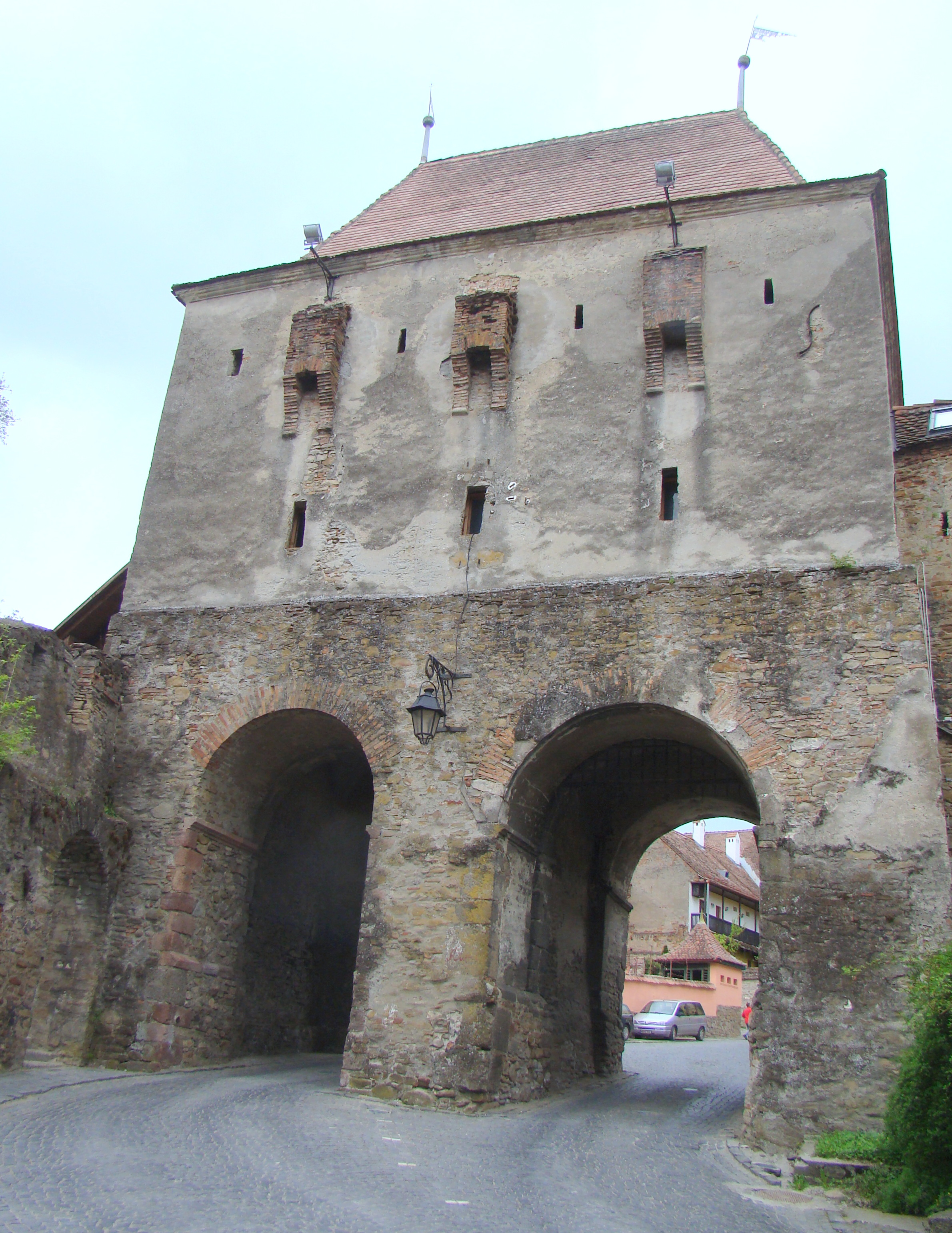
Turnul Croitorilor
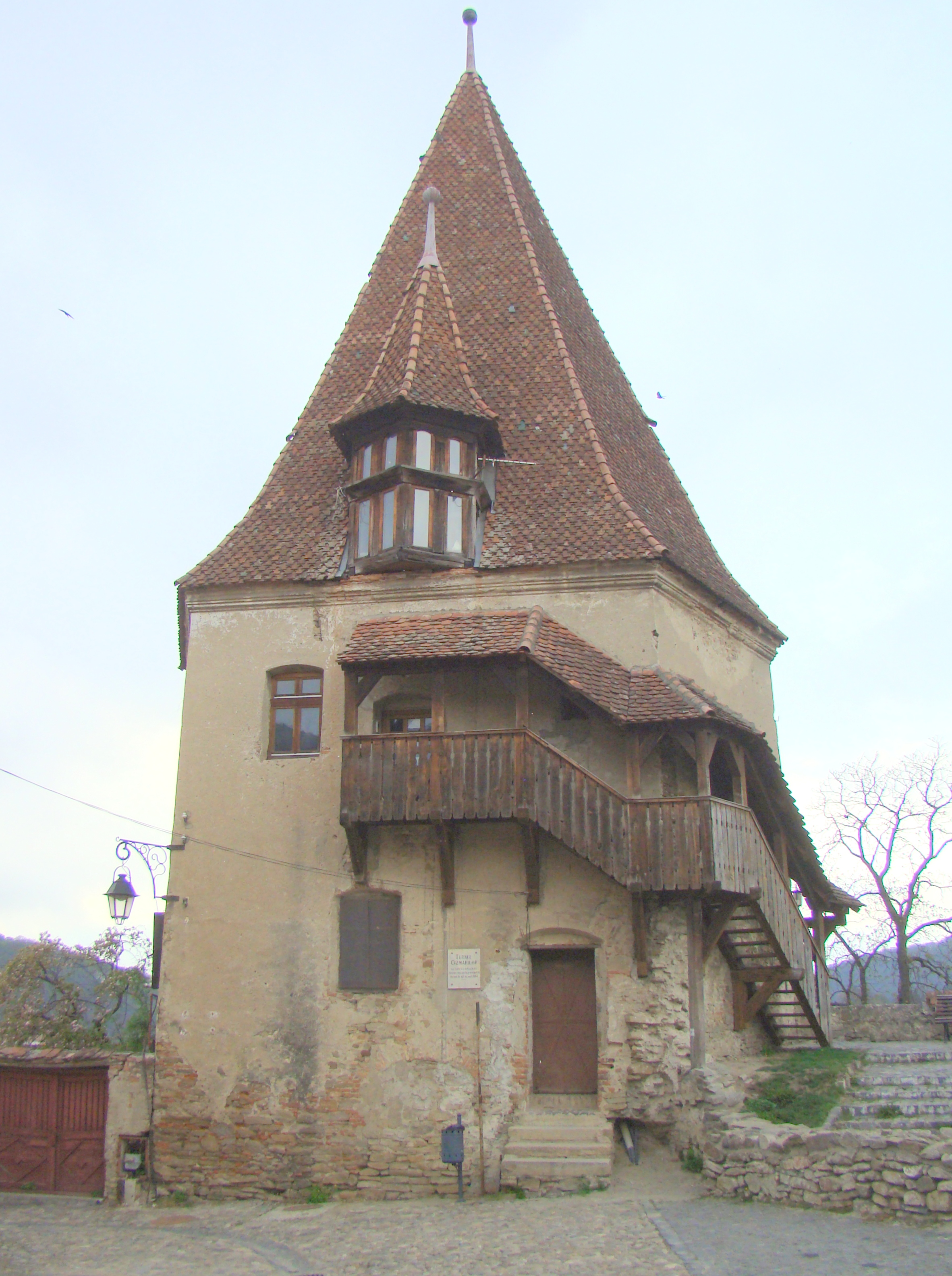
Turnul Cizmarilor
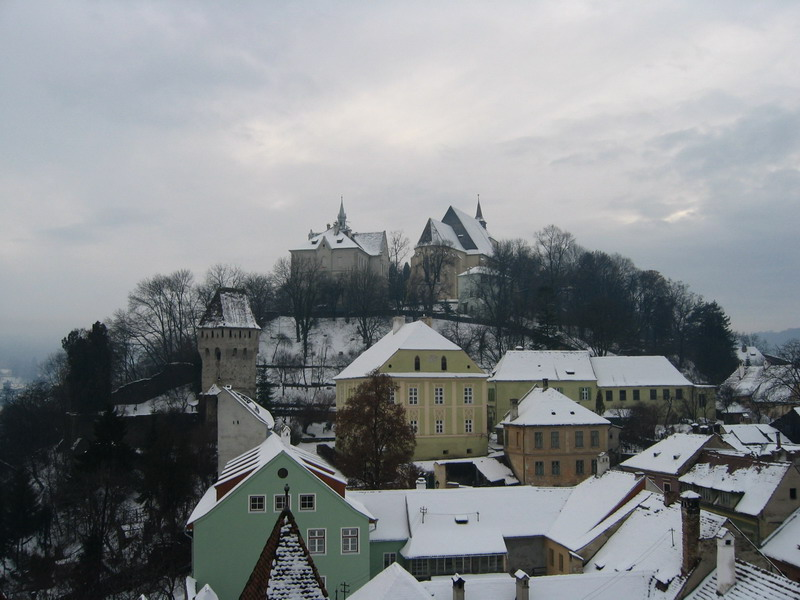
Panoramică
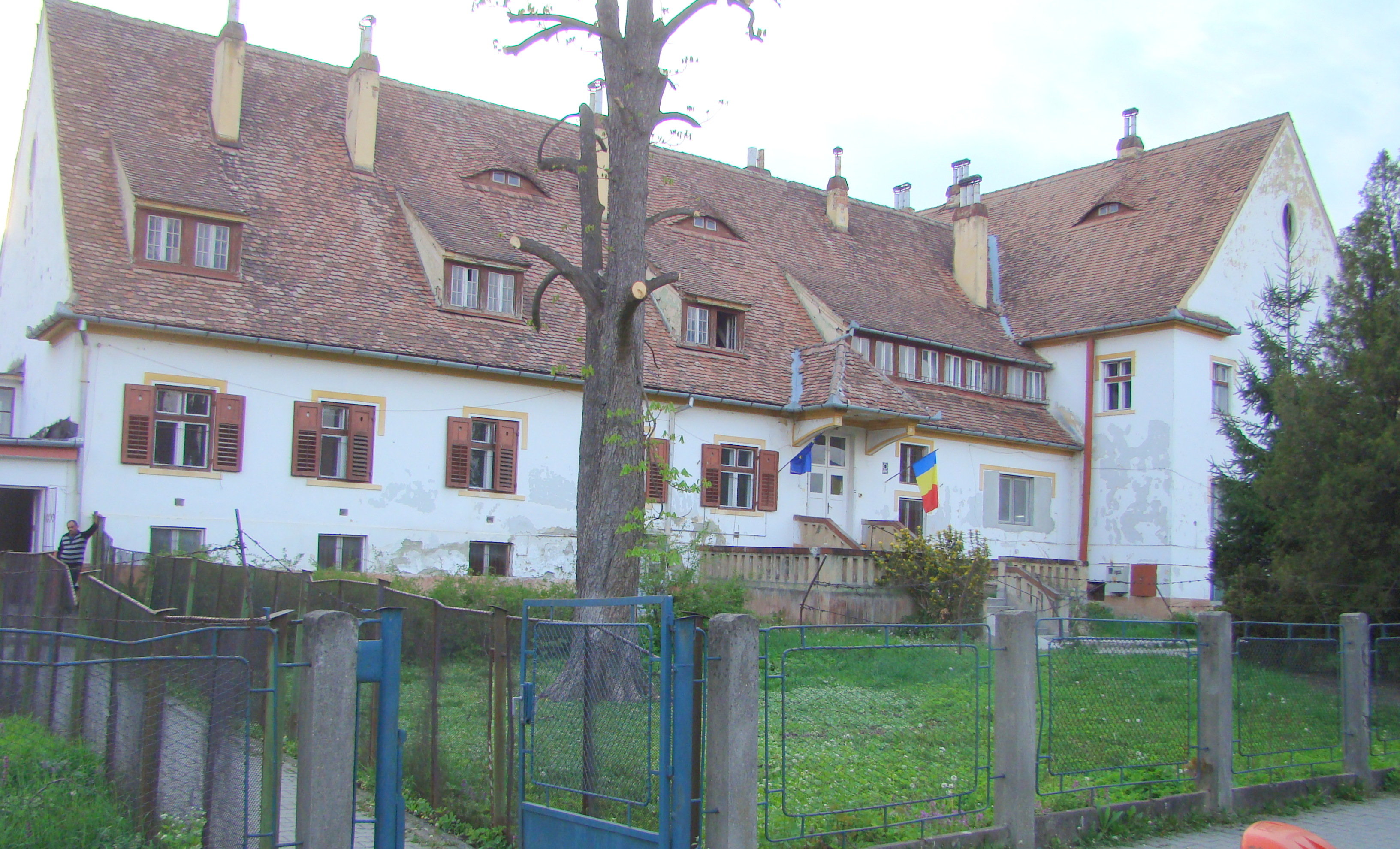
Maternitatea, str. Gării nr. 1 (monument istoric)
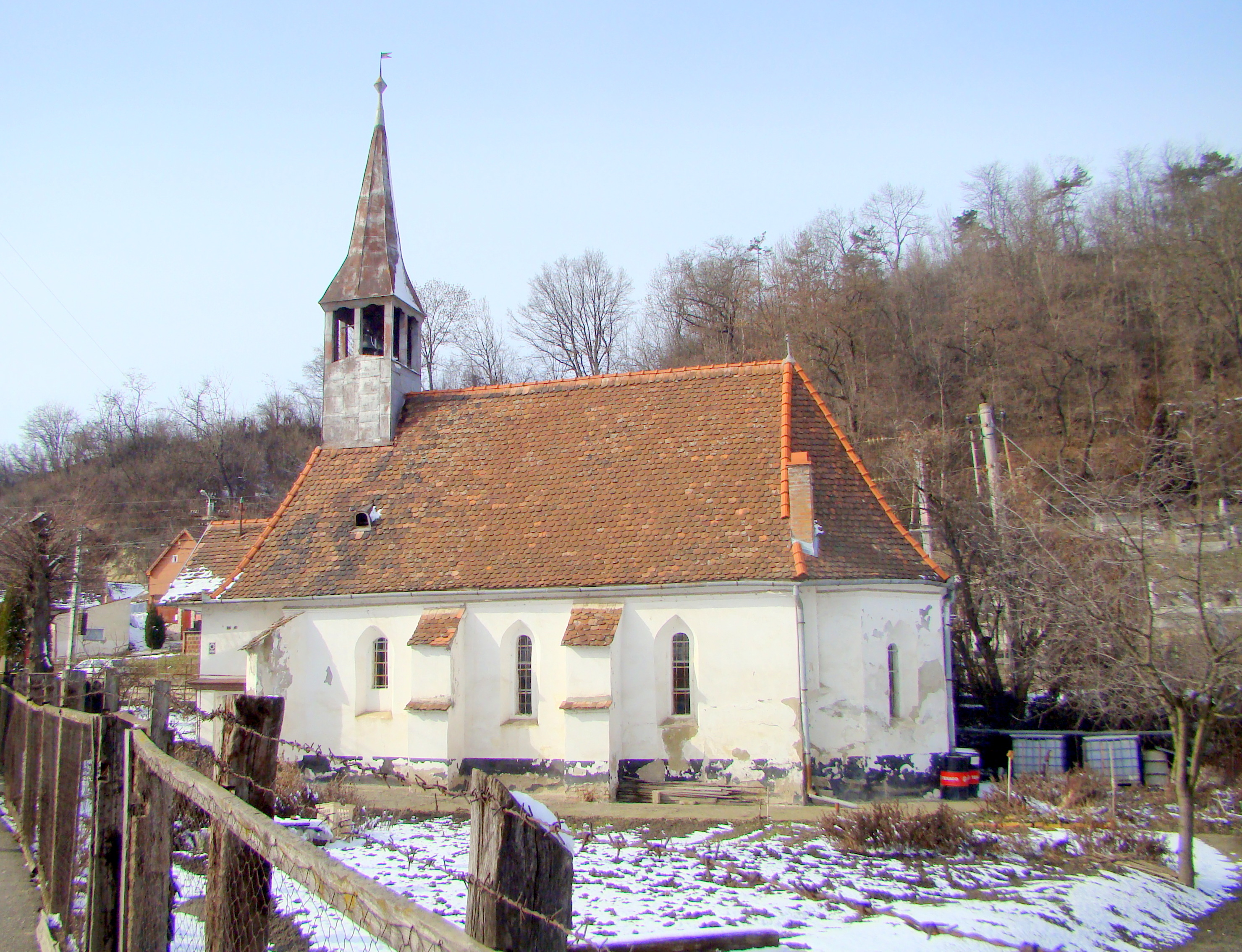
Biserica Leproșilor
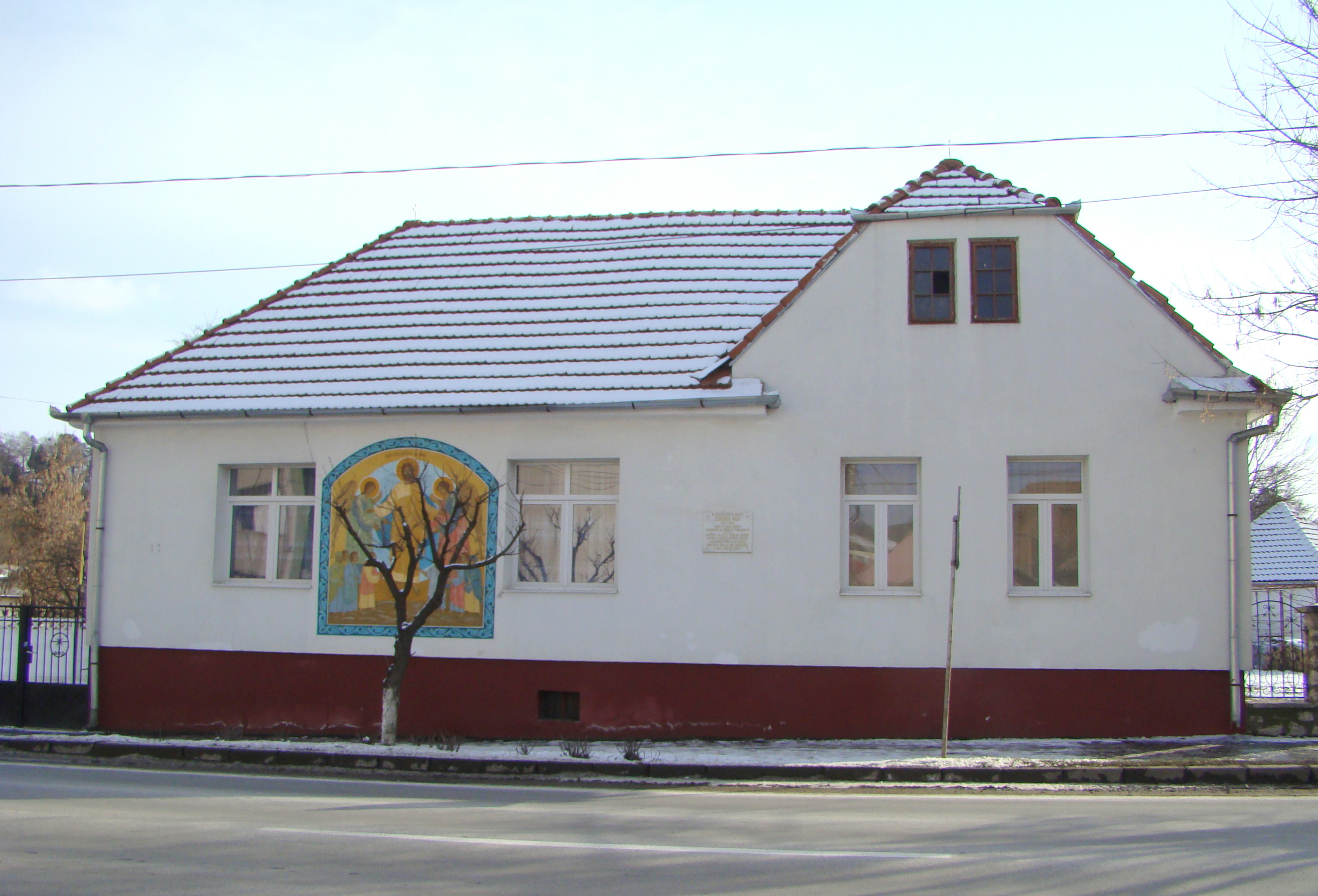
Casa în care s-a născut Zaharia Boiu (monument istoric)
Bustul lui Hermann Oberth din piața care îi poartă numele
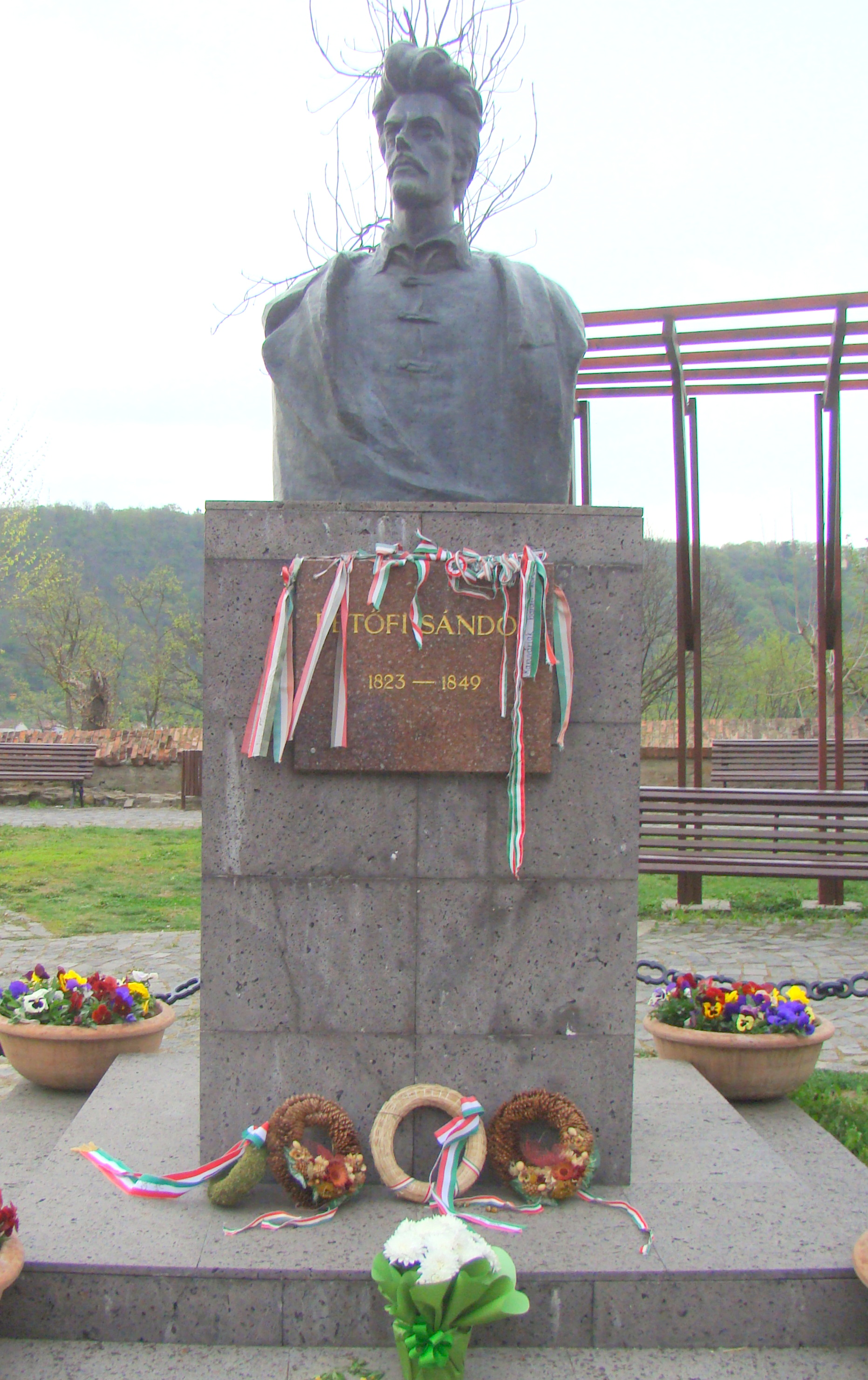
Bustul lui Petőfi Sándor
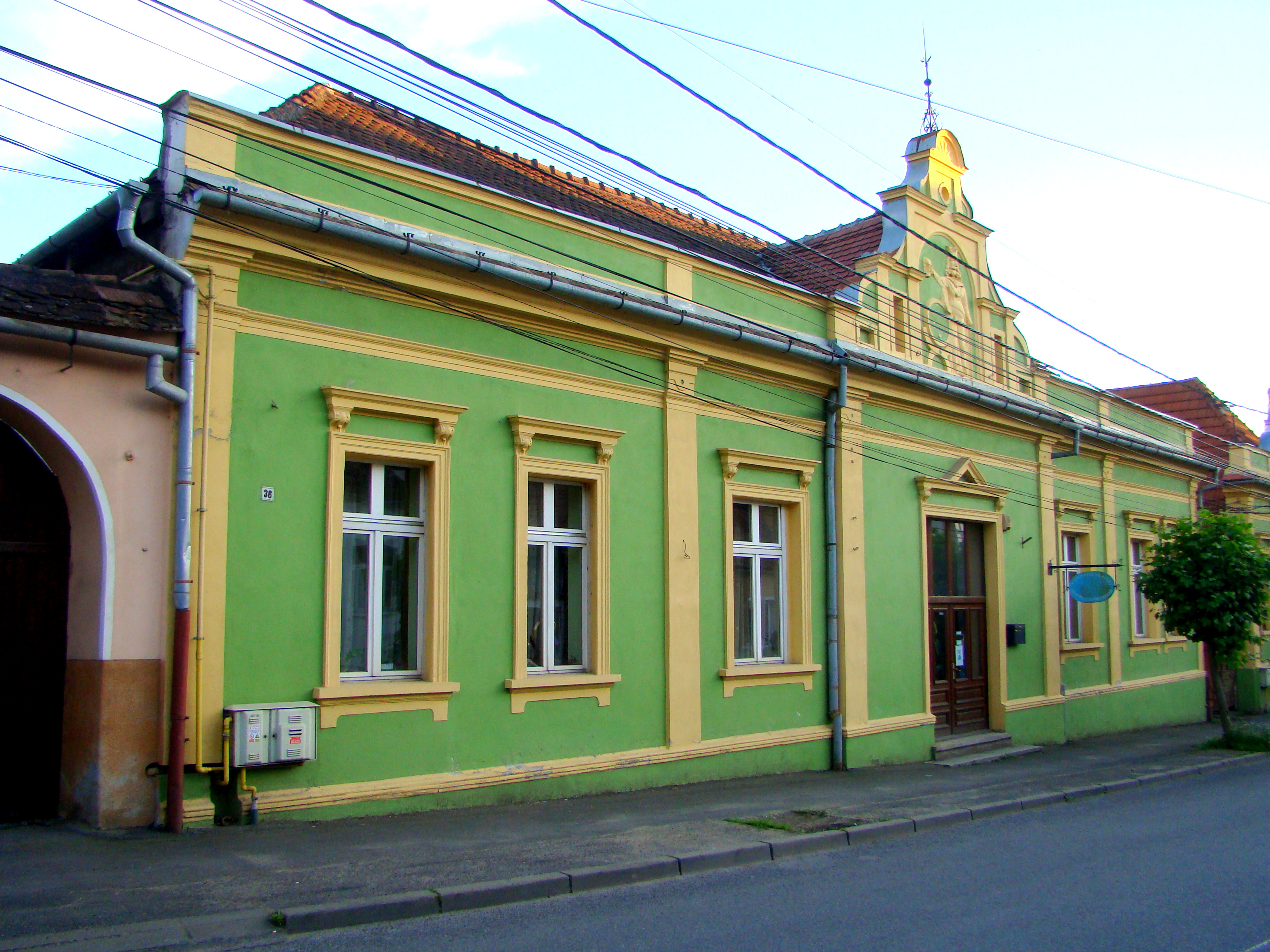
Casă, str. Horia Teculescu 34-38 (monument istoric)
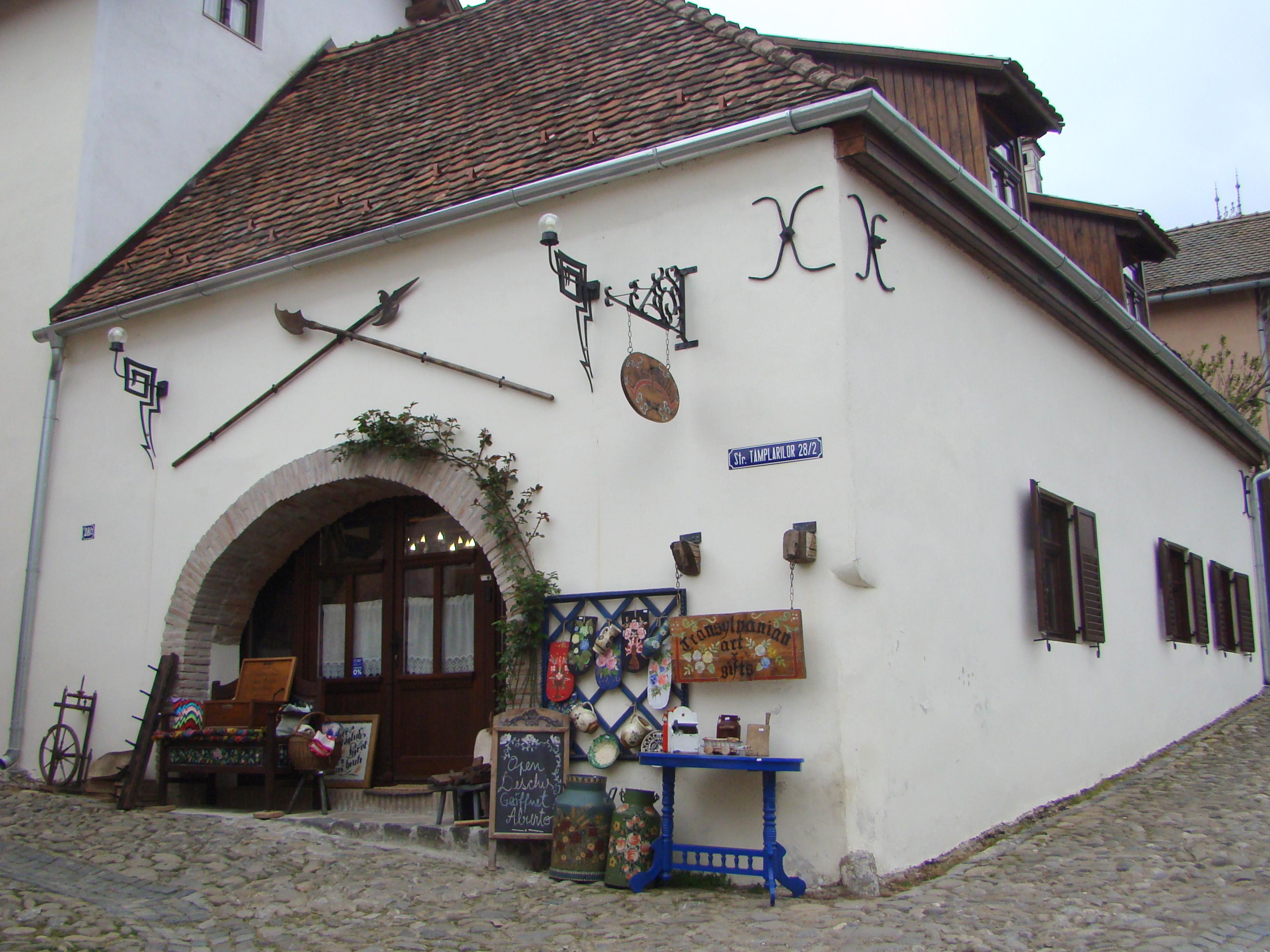
Casa Richter (monument istoric)
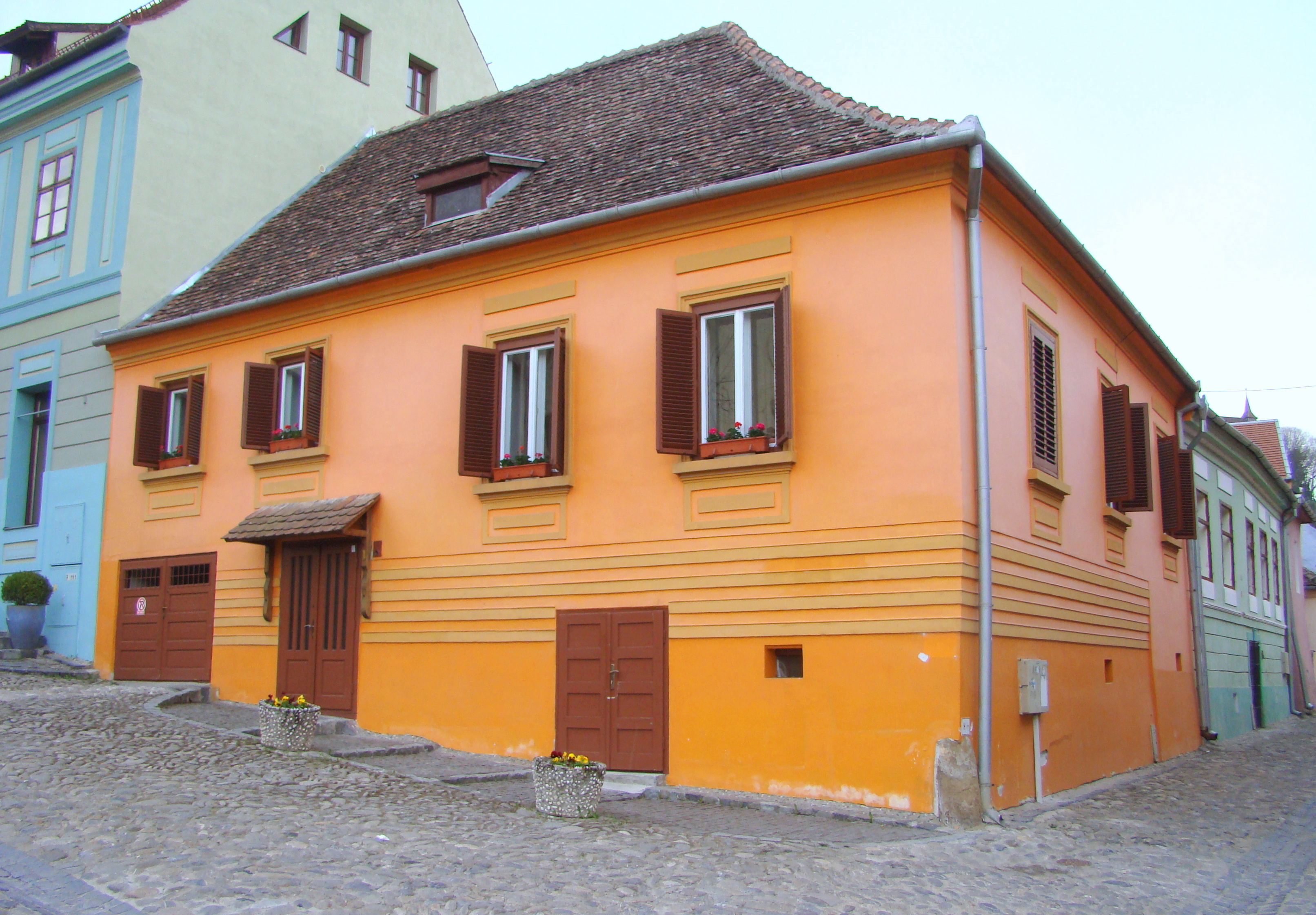
Casa Zapotofski (monument istoric)
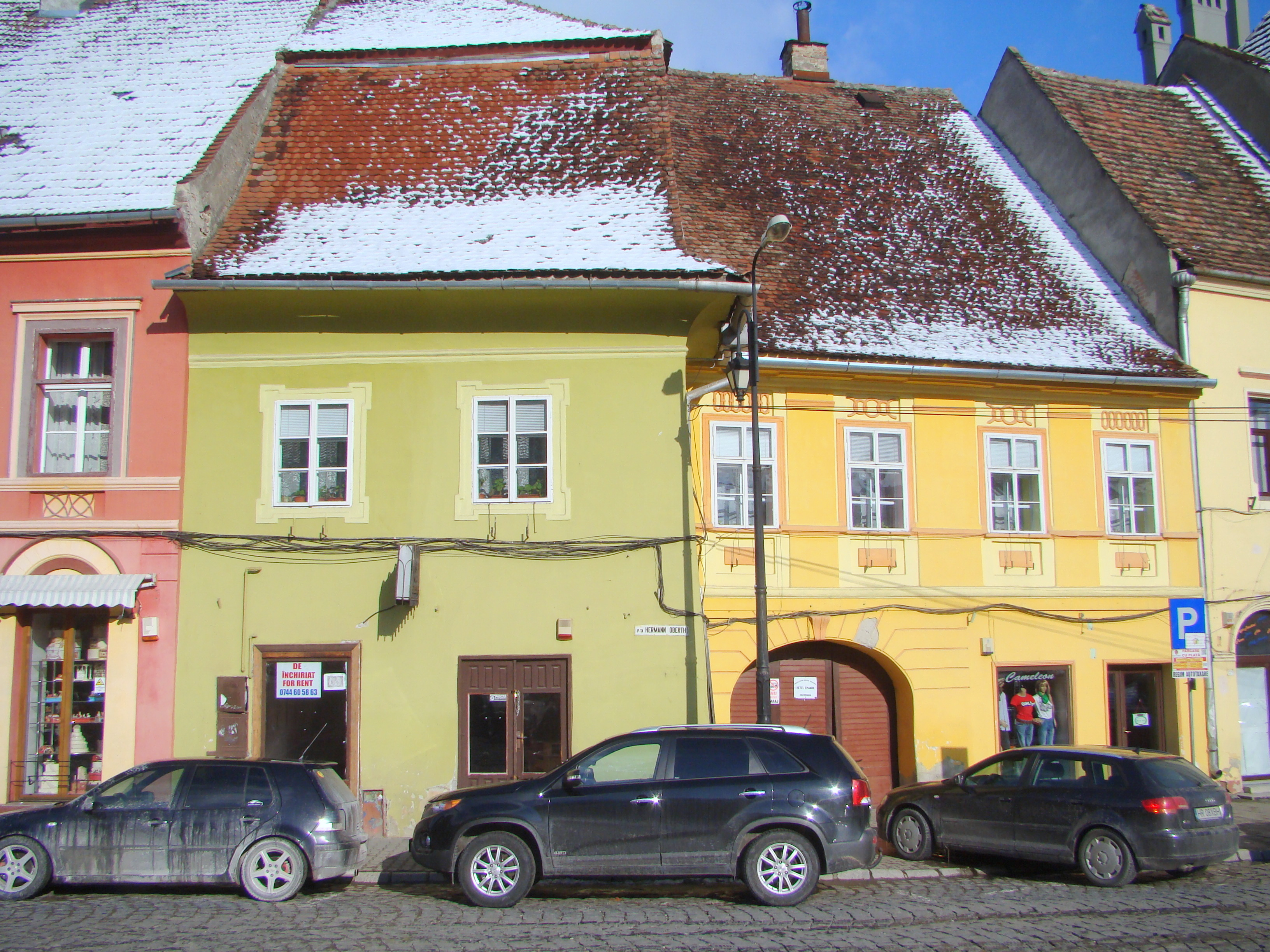
Casa Sartorius Baltes (monument istoric)
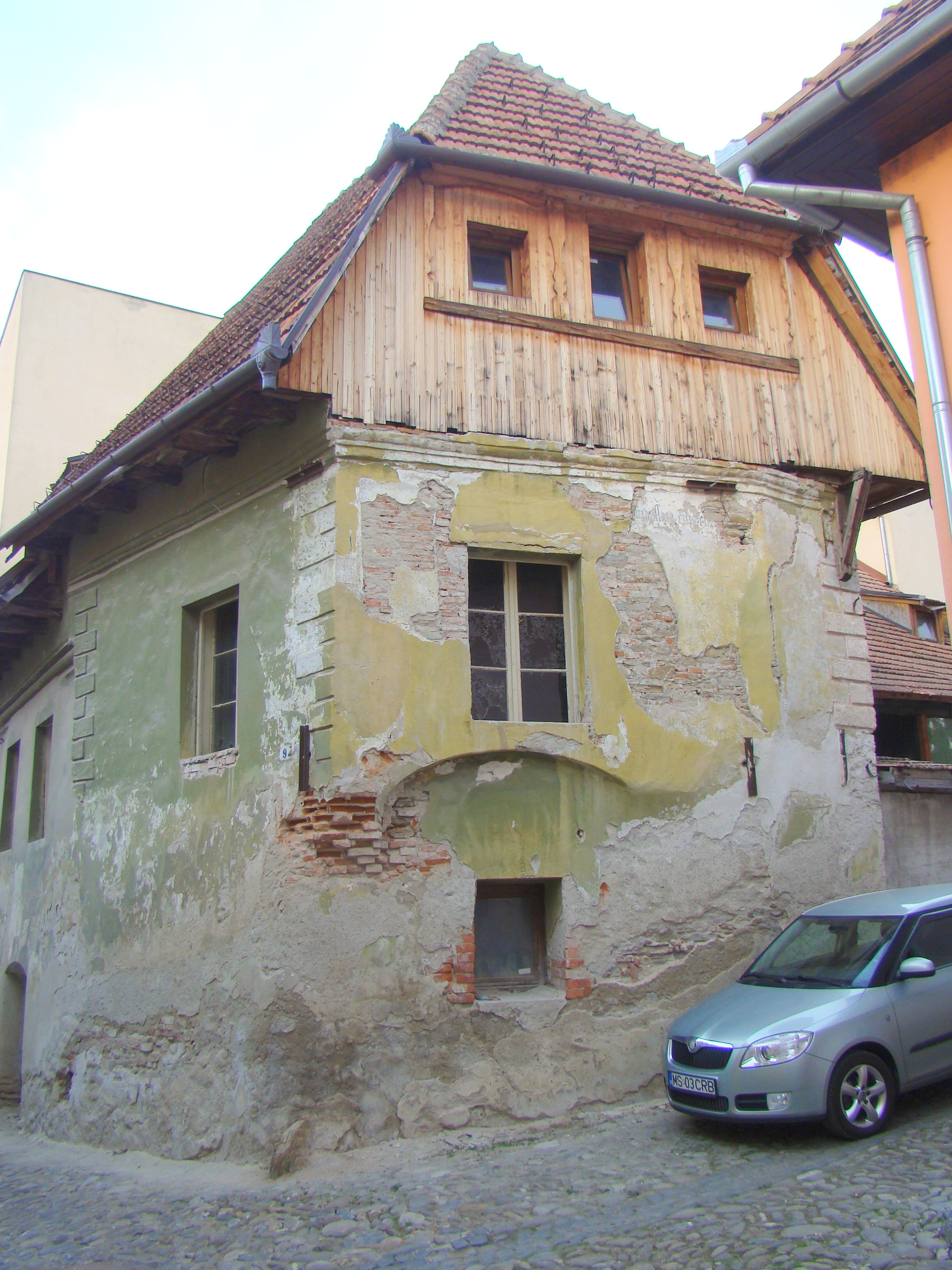
Casa Șerbu (monument istoric)
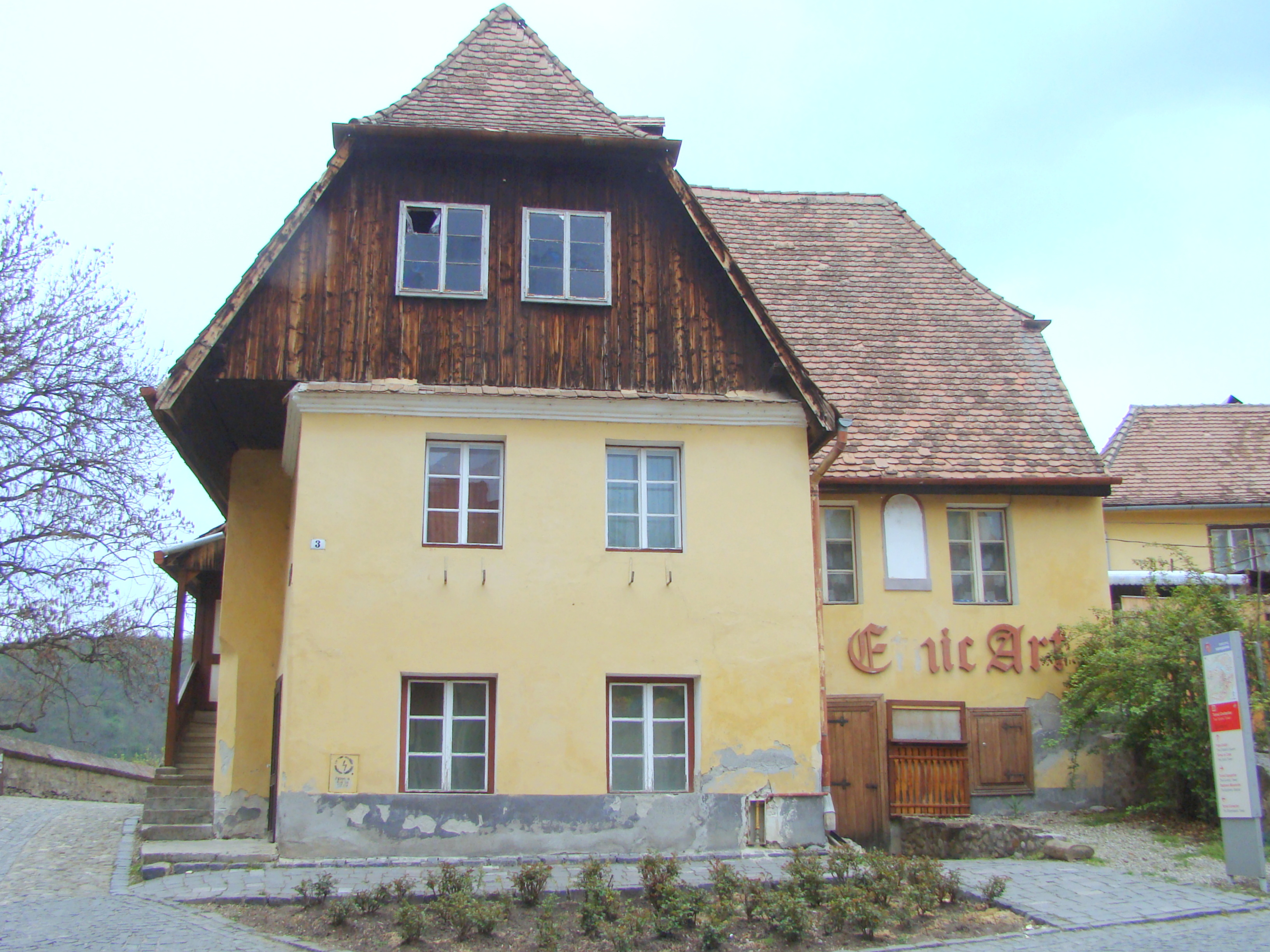
Casa Jakody (monument istoric)
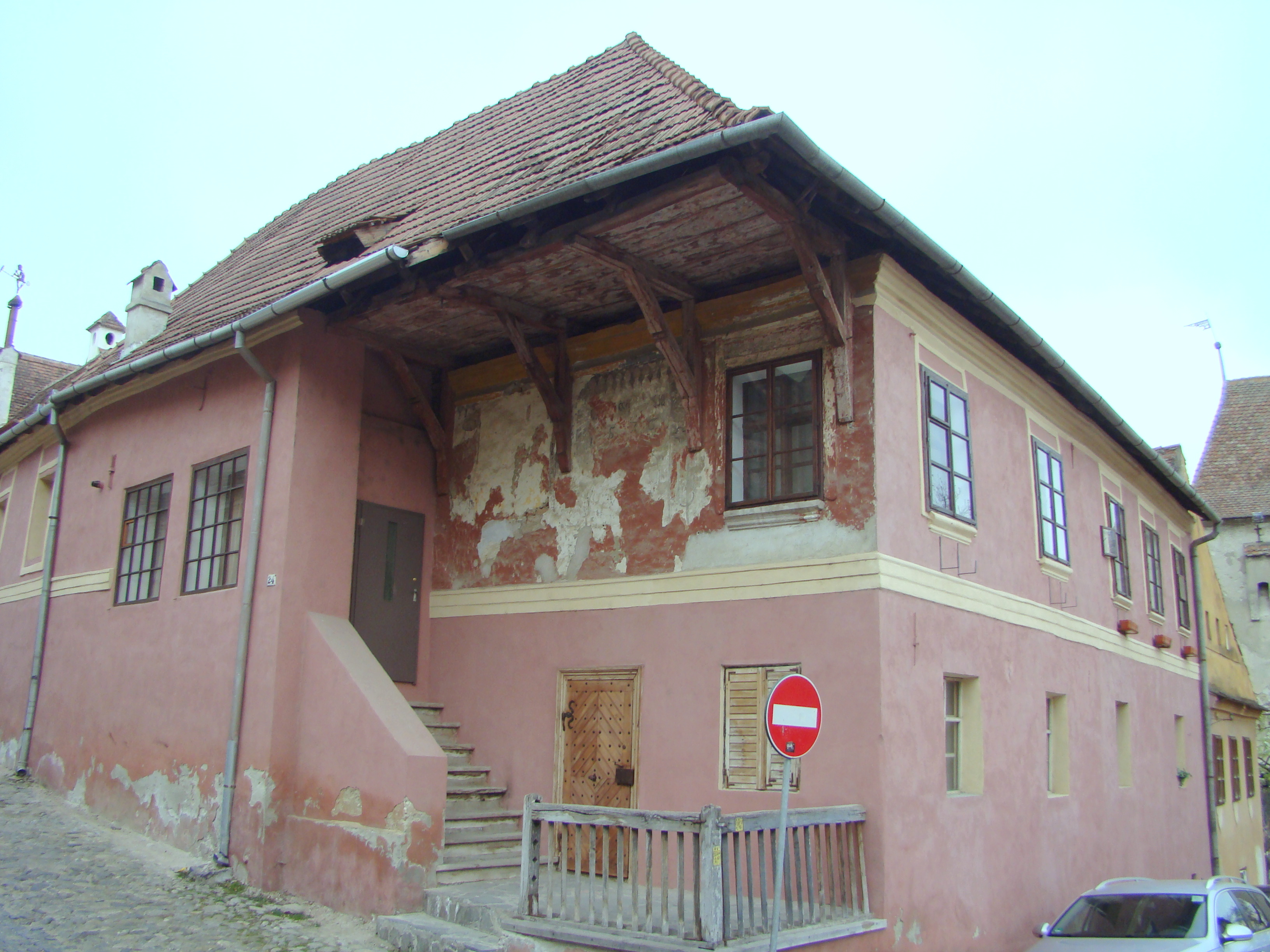
Casa Klein și Klemenzy (monument istoric)
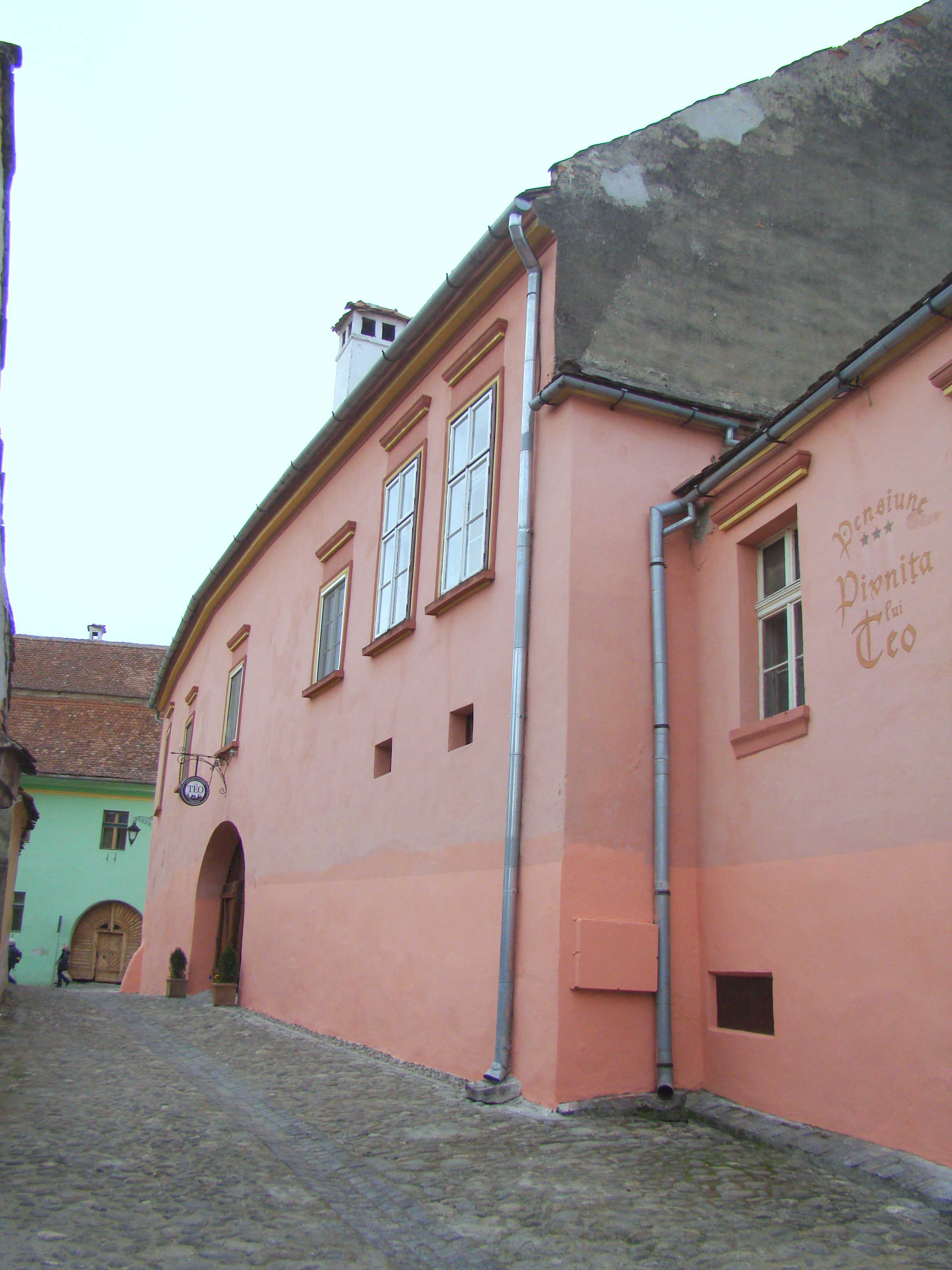
Casa „Sachsen Heim” (monument istoric)
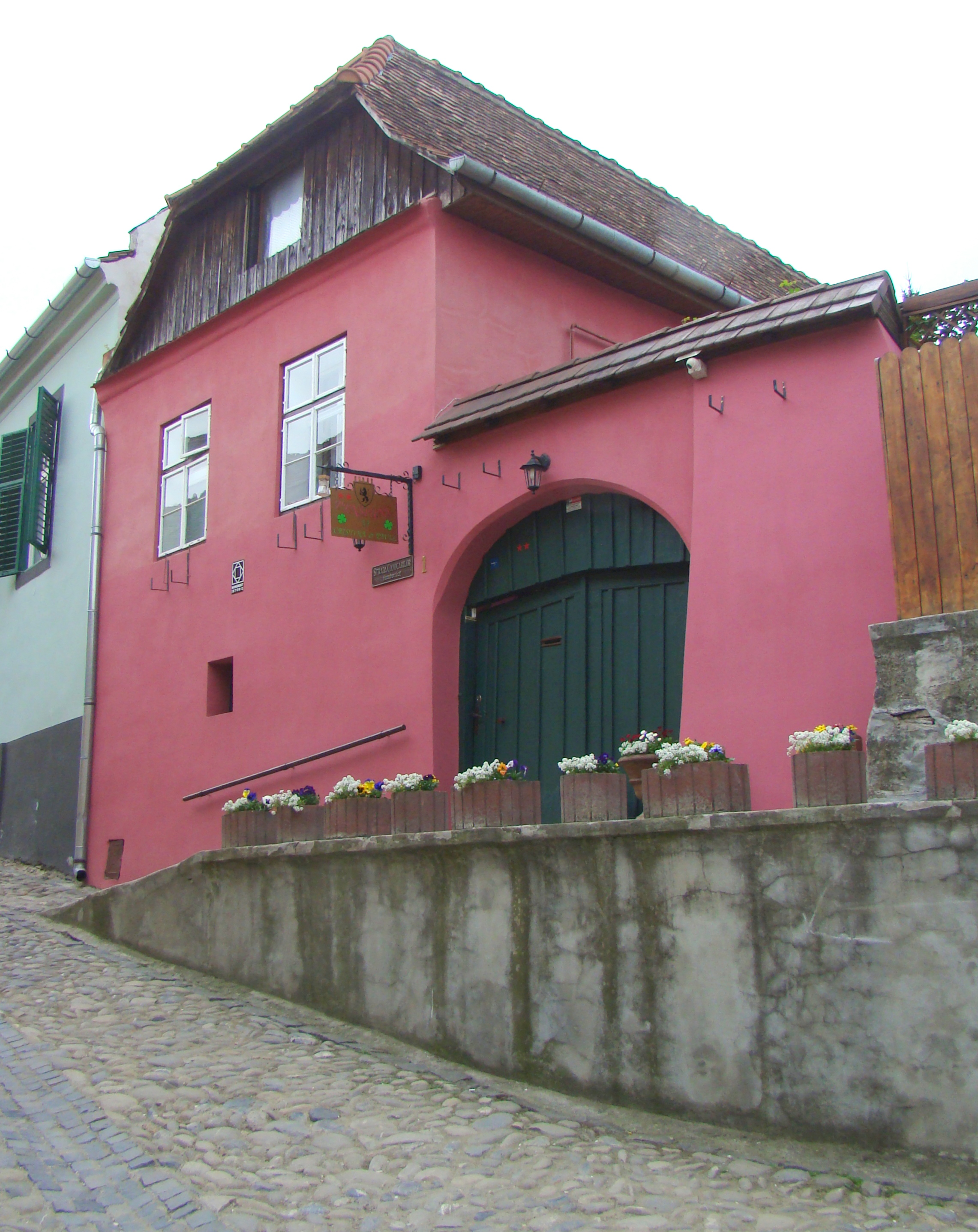
Casa Leonhardt (monument istoric)
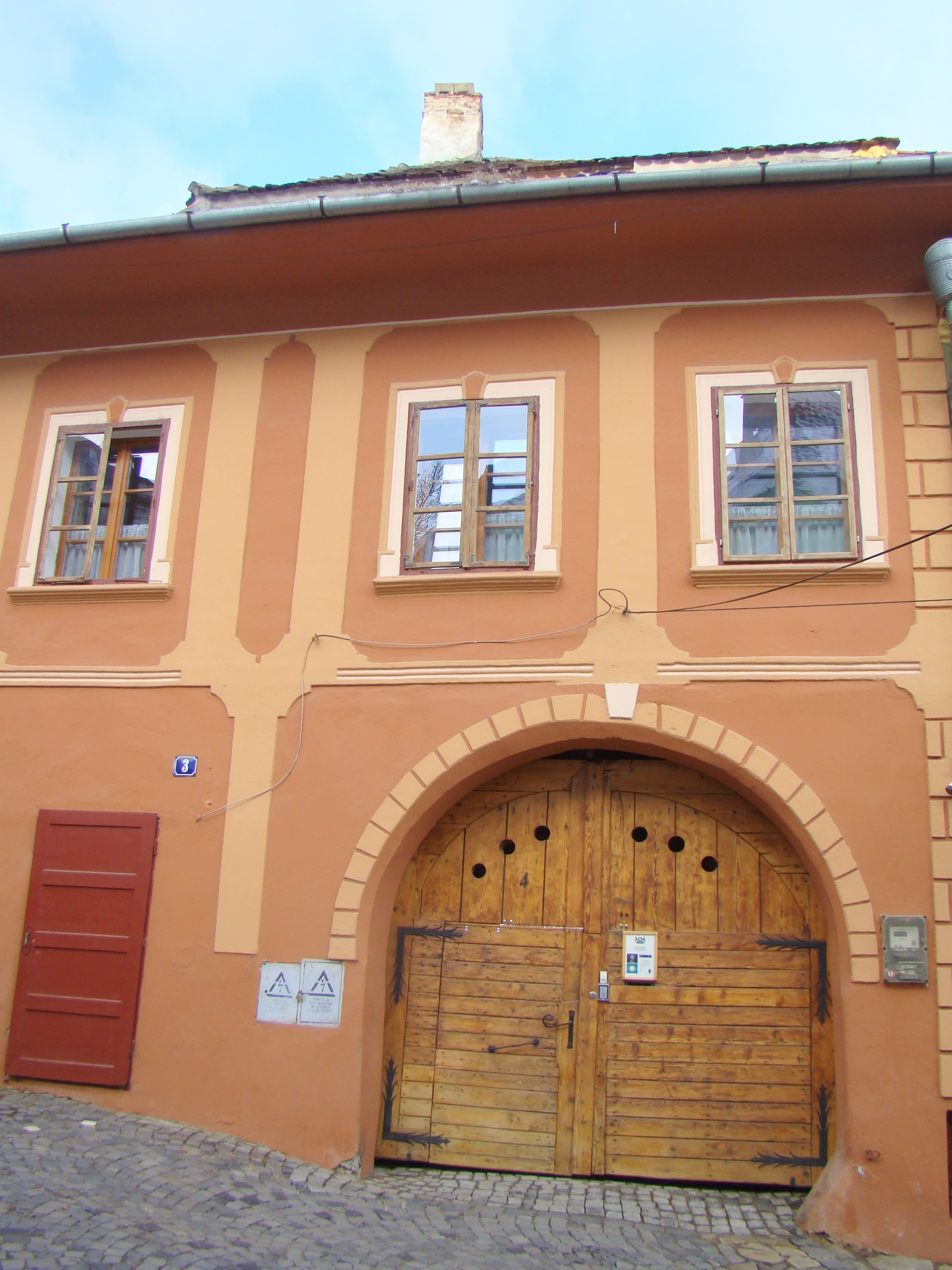
Casa Taschler (monument istoric)
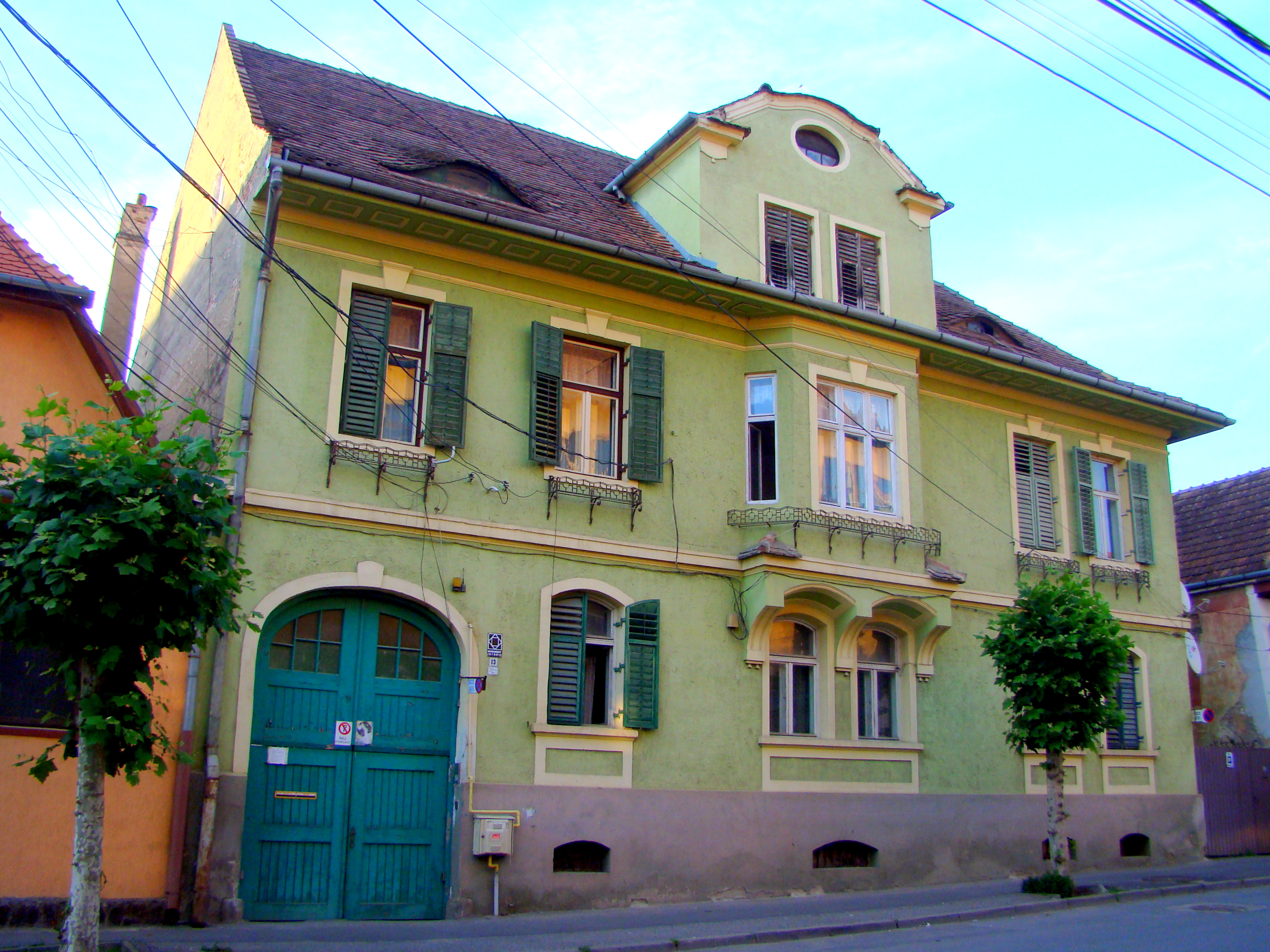
Casă, str. Horia Teculescu 13 (monument istoric)
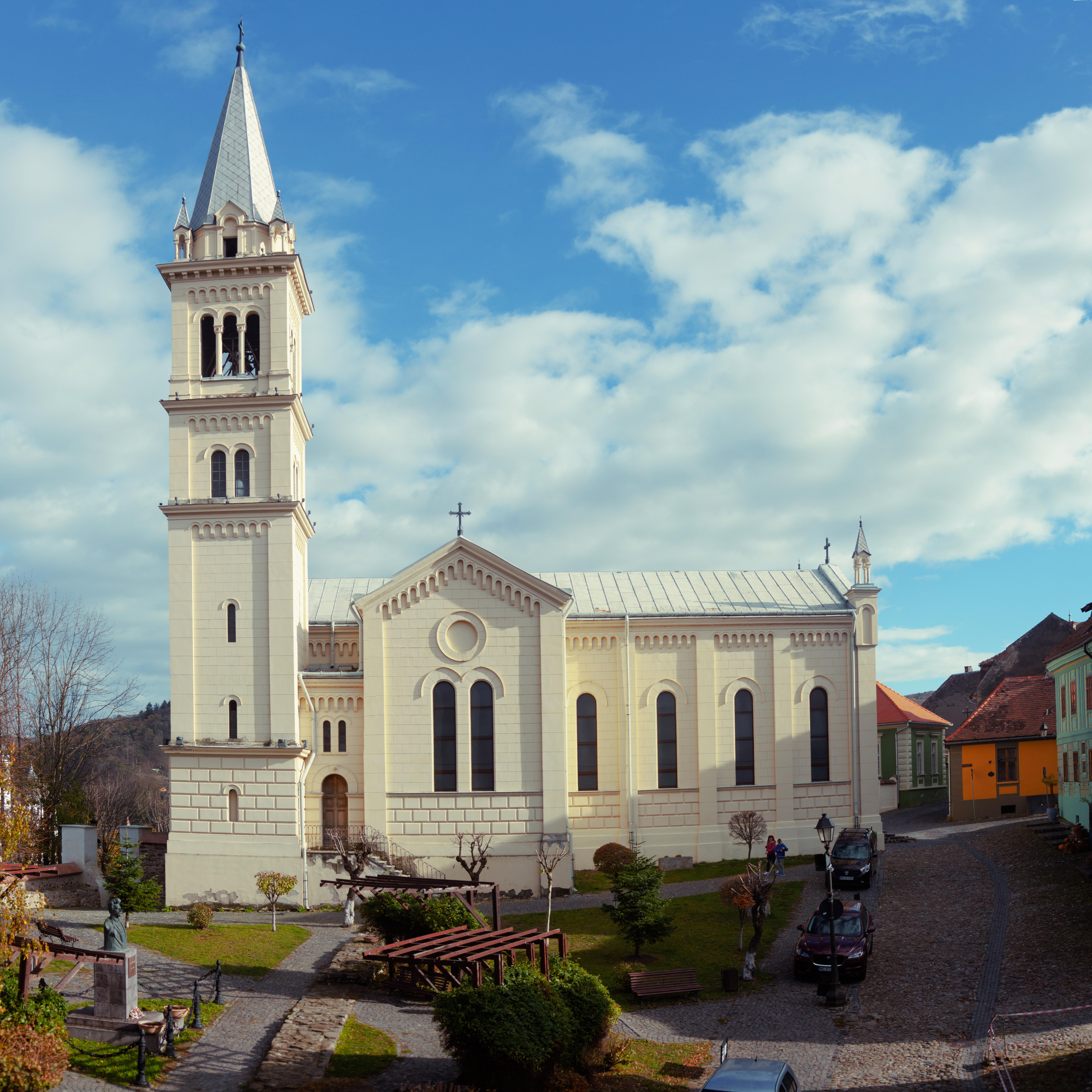
Biserica Romano-Catolica "Sf. Iosif"